# Compagnie française des Indes orientales
Pour les articles homonymes, voir Compagnie des Indes et Compagnie des Indes orientales.
Ne doit pas être confondu avec Compagnie française des Indes occidentales.
 (janvier 2022).
Si vous disposez d'ouvrages ou d'articles de référence ou si vous connaissez des sites web de qualité traitant du thème abordé ici, merci de compléter l'article en donnant les références utiles à sa vérifiabilité et en les liant à la section « Notes et références ».
La Compagnie française pour le commerce des Indes orientales est une compagnie coloniale française créée sous ce nom par Colbert le 27 août 1664, et dont l'objet était de « naviguer et négocier depuis le cap de Bonne-Espérance presque dans toutes les Indes et mers orientales », avec monopole du commerce lointain pour cinquante ans, et notamment de la traite négrière.
Sa création avait pour but de donner à la France un outil de commerce international avec l'Asie et de concurrencer les puissantes Compagnies européennes fondées au XVIIe siècle, comme la Compagnie anglaise des Indes orientales et surtout la Compagnie néerlandaise des Indes orientales. L'objectif était de ne plus être dépendant de l'Angleterre et des Provinces-Unies pour avoir accès aux produits indiens, vendus à prix d'or par leur Compagnie et éviter ainsi que les métaux précieux sortent des frontières.
Cependant, la guerre d'usure avec les Néerlandais, la crise spéculative des années 1716-1721, puis le choc frontal avec les Britanniques en Inde la conduiront à sa perte, après seulement un siècle d'existence.

## Naissance du nouveau commerce français avec l'Asie

### Des initiatives éparses contrées par les Néerlandais
À partir de 1600, des expéditions commerciales sont lancées régulièrement vers l'Asie à partir de Saint-Malo ou de Dieppe.
Après la première tentative impulsée par le Dieppois Jean Ango en 1529, restée sans suite, quatre expéditions menées dans les deux premières décennies du XVIIe siècle vers les îles aux épices des Indes orientales, deux depuis la Bretagne, plus précisément de Saint-Malo (en 1601-1603 et 1616-1619) et deux de Normandie depuis Rouen et ses relais maritimes de Dieppe et Honfleur – en 1616-1618 et 1619-1622, sous la direction du Rouennais Augustin de Beaulieu, constituent les seules tentatives françaises d'accéder au commerce des épices dans cette région du monde.
Mais les français, partis derniers dans cette course aux épices après les portugais, les anglais et les néerlandais, échouent souvent dans leurs tentaives avec trois navires revenus sur neuf envoyés et une seule expédition est lucrative (la seconde expédition malouine de 1616-1619).

### L'époque de Richelieu et de Mazarin (1624-1660)

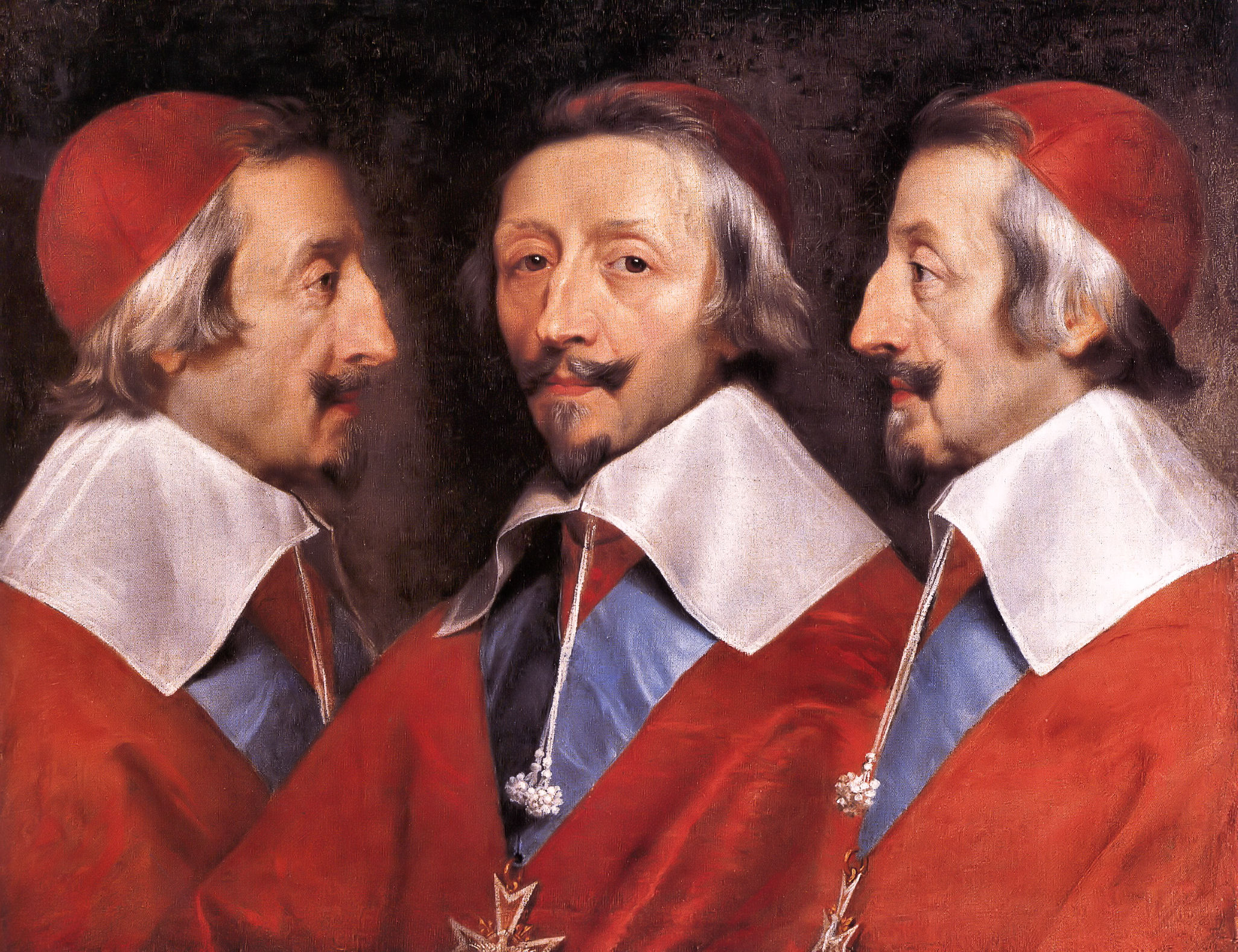
Cardinal de Richelieu, par Philippe de Champaigne.

Richelieu arrive au pouvoir en 1624, année de la signature du traité de Compiègne entre la France et les Provinces-Unies (actuels Pays-Bas). Ce traité d'alliance établit la liberté du commerce français vers les « Indes occidentales et orientales », ce qui va permettre un développement de l'activité des Français vers l'Asie, soit dans le domaine de l'évangélisation, soit dans le domaine commercial.
La route terrestre est explorée par le réseau des frères capucins du Père Joseph et c'est un missionnaire, Pacifique de Provins, qui réussit en 1628 à établir des liens officiels entre la France et la Perse, permettant l'ouverture de la route de l'Inde par le golfe Persique.
L'ordonnance royale de 1629, dite code Michau, encourage les Français à créer des compagnies de commerce à l'instar des Néerlandais et des Anglais.
À partir des années 1630, les Français s'intéressent au sud de l'océan indien et prennent possession de sites et de ports, notamment à Madagascar (Fort-Dauphin) et dans les Mascareignes (île Bourbon (actuelle Réunion), île de France (actuelle île Maurice), île Rodrigues). En juillet 1642, est créée par lettres patentes une Compagnie d'Orient, jouissant d'un monopole de 15 ans sur Madagascar et les îles environnantes.
Au-delà de ces îles, la route des Indes est reprise par des missionnaires sous l'impulsion du jésuite Alexandre de Rhodes et de la Compagnie du Saint-Sacrement, qui privilégient la péninsule indochinoise. En 1660, est fondée la Compagnie de Chine, où l'on trouve notamment Mazarin et Fouquet, compagnie exclusivement commerciale, bien que nombre des associés soient aussi membres de la Compagnie du Saint-Sacrement.[réf. nécessaire]

## La première Compagnie des Indes (1664-1719)

### Les statuts de Colbert (1664)

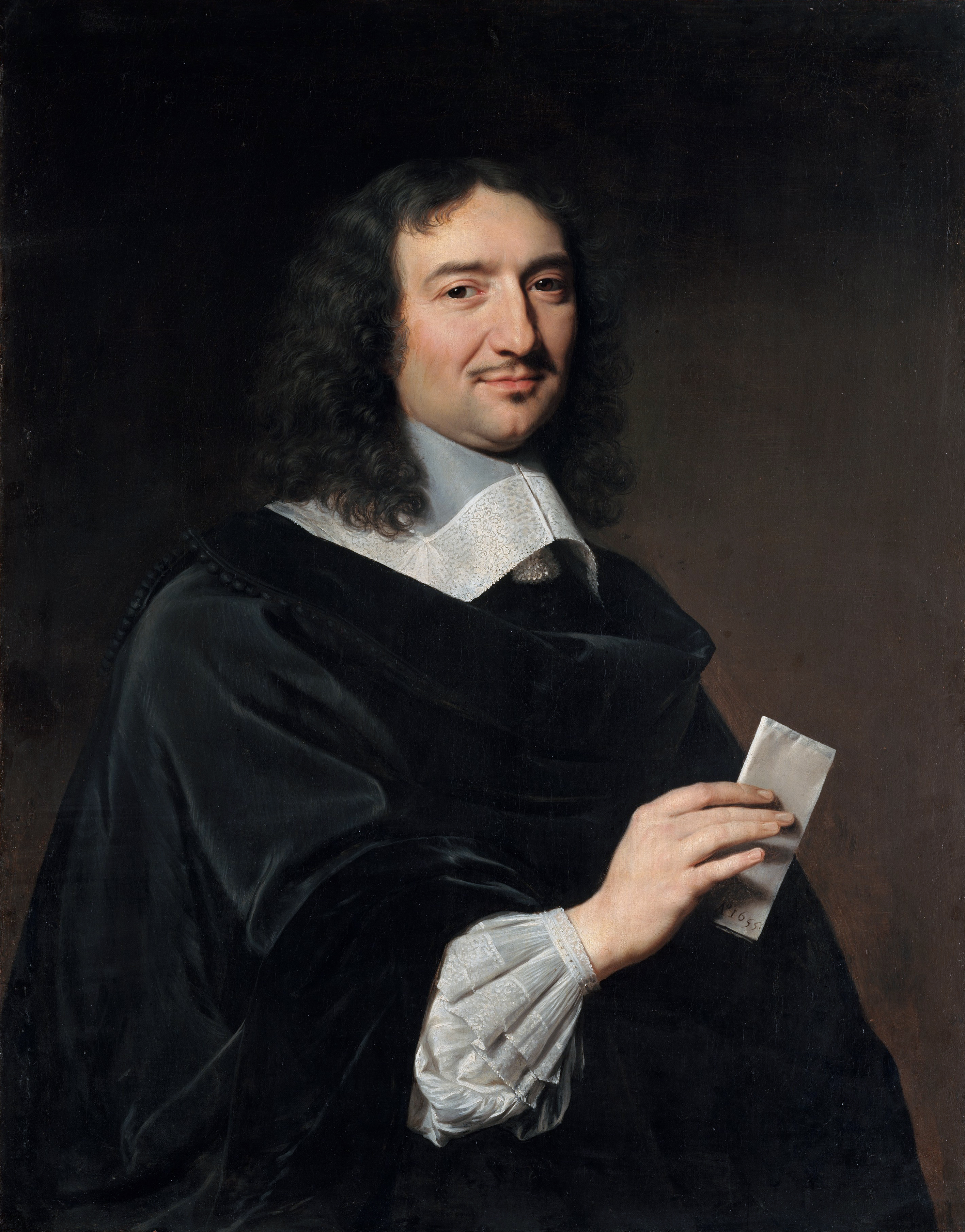
Jean-Baptiste Colbert.

Conçue par Colbert, la compagnie est créée par la Déclaration du Roi portant établissement d'une Compagnie pour le commerce des Indes orientales, signée par Louis XIV le 27 août 1664, et par des lettres patentes enregistrées par le Parlement de Paris.
Ses statuts en font une compagnie royale avec un certain nombre de privilèges, en particulier l'exemption de taxes, le monopole de la route maritime à partir du Cap de Bonne-Espérance jusqu'à l'océan Indien, et celui du commerce dans l'hémisphère oriental (étendu lors du système de Law au XVIIIe siècle aux côtes occidentales de l'Afrique : Sénégal, Guinée), une garantie sur le trésor royal et le pouvoir de nommer des ambassadeurs. Elle est dotée d'un capital initial de 8,8 millions de livres.
L'article XLII de ses statuts lui attribue des armes, un « écusson de forme ronde, le fond d'azur chargé d'une fleur de lys d'or, enfermé de deux branches, l'une de palme et l'autre d'olivier jointes en haut, et portant une autre fleur de lys d'or », ainsi qu'une devise, « Florebo quocumque ferar » (« je fleurirai partout où je serai portée »).
La Compagnie se voit définir des objectifs plus vastes que ne le suggère son nom, relevant de trois domaines :[réf. nécessaire]
- le commerce, notamment pour concurrencer les produits anglais et néerlandais ;
- la politique, en contribuant au développement d'une marine nationale et en affirmant la présence française sur les mers ;
- la culture et la religion : en propageant la civilisation française et en évangélisant les populations non chrétiennes.

Son premier directeur, nommé par Colbert, est François Caron, un huguenot exilé qui a travaillé pendant 30 ans au service de la Compagnie néerlandaise des Indes orientales. Le siège de la compagnie est d'abord au Havre, puis à Lorient, port récemment créé, à partir de 1666.

### Un enjeu important: Les indiennes de coton
Attentif à la question de l'industrie textile, Colbert s'est intéressé aux efforts de ses prédécesseurs de l'époque d'Henri IV pour développer la culture de la soie. Lui-même s'intéresse surtout aux cotonnades, notamment aux « indiennes », des tissus légers et fins qui plaisent par leurs couleurs gaies.[réf. nécessaire]
La Compagnie des Indes orientales vise d'abord cette activité, alors que le commerce du poivre est dominé par la Compagnie néerlandaise des Indes orientales. Lorsqu'elle prend son essor, 8 à 10 vaisseaux chargés de tissus arrivent annuellement à Lorient, port important dans l'histoire des indiennes de coton en Europe, en provenance de Pondichéry et Calcutta.[réf. nécessaire]
Colbert sait que la communauté arménienne de Marseille, grâce à ses liens avec l'Orient, importe des indiennes.[réf. nécessaire] En mars 1669, il donne à Marseille un statut de port franc et demande à des Arméniens de s'y installer, pour apprendre à des Français les techniques de l'indienne. Mais à partir de 1671, il tombe en demi-disgrâce auprès de Louis XIV et la guerre de Hollande de 1672 nuit à ses projets.[réf. nécessaire]
Par la suite, la folie des indiennes devient si grande en France qu'une loi en interdit le port, la vente et la fabrication de 1689 à 1759. Le port de ces vêtements peut être puni de la peine des galères et leur vente pouvait conduire à la pendaison. Malgré cela, une contrebande active, en partie alimentée par les marins de la Compagnie des Indes, approvisionne un marché clandestin et les indiennes sont portées par des femmes de tous rangs sociaux,.
La Compagnie des Indes reste autorisée à poursuivre dans le royaume le commerce des cotons blancs. Elle peut continuer d'importer des cotons colorés et imprimés à condition de les réexporter hors du royaume de France, principalement vers le marché africain,.

### Le voyage de Villault de Bellefond (1666-1667)
Un livre publié en 1669, dont la préface est une « épistre » adressée « à Monseigneur Colbert, chevalier », rapporte le voyage de Nicolas Villault de Bellefond le long des côtes de Guinée en 1666-1667, alors qu'il était contrôleur sur un vaisseau de la compagnie,.
Il met en garde contre les conditions climatiques qui rendent l'air si mauvais que peu de Blancs y passent sans y être malades.
Il y soutient la thèse (favorable à la France) selon laquelle des Normands, notamment des Dieppois, se sont installés sur la côte d'Afrique (Guinée...) à partir de 1365 et qu'ils ont été évincés par les Portugais au cours du XVe siècle, en se fondant sur des documents des archives de Dieppe (qui ont été détruites en 1694). Villault constate que, par la suite, les Portugais ont été surclassés par les Anglais et les Hollandais, et regrette que les Français, au contraire, n'aient pas pu rétablir leurs anciennes positions.
Cette thèse d'une ancienne implantation normande est reprise au XVIIIe siècle et même au début du XIXe (Louis Estancelin, historien et député d'Abbeville) pour justifier les visées de la France dans la région.[réf. nécessaire]

### Les implantations en Inde et dans l'océan Indien

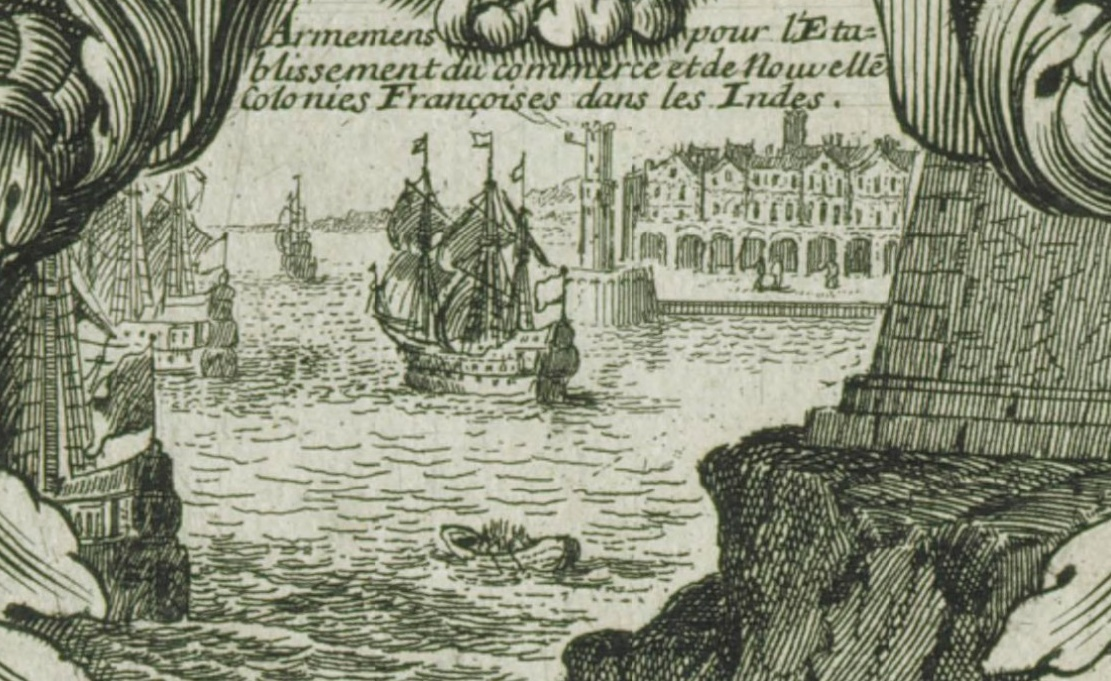
Vaisseaux français partant pour les Indes en 1699.

En 1668, le directeur de la Compagnie, François Caron, s'établit en Inde, à Surate (actuel Gujarat), assisté de l'abbé Barthélémy Carré, représentant de Colbert. En 1672, il établit des comptoirs le long de la côte de Malabar, un comptoir à Ceylan, se rend à Bantam et Batavia. À son retour de voyage il rencontre la flotte royale commandée par Blanquet de La Haye à Surate. Blanquet de La Haye décide de prendre Trincomalee à Ceylan, en est chassé par les Hollandais puis s'empare de Sao Thomé (Méliapour). La France indispose ainsi le sultan de Golconde qui met le siège devant Sao Thomé avec l'aide des Hollandais. La flotte de Blanquet de La Haye est entièrement perdue et ce dernier doit se retirer, quoiqu'avec les honneurs, sur un vaisseau néerlandais.
Une loge commerciale française établie à Masulipatnam est détruite, faisant plusieurs victimes.
Caron meurt en 1673 en rentrant en Europe, dans le naufrage de son navire près de Lisbonne. Il est remplacé par François Baron à Surate.
En 1674, François Martin met en place le premier établissement français de l'Inde à Pondichéry dont il a obtenu la concession. Il fortifie la ville en 1686. En 1693, Pondichéry est occupé par les Hollandais jusqu'en 1699. François Martin devient alors le premier gouverneur de Pondichéry jusqu'à sa mort en 1707. La succession est prise par Pierre Dulivier jusqu'en 1708, puis à nouveau entre 1713 et 1715.
Tout en échouant à créer une véritable colonie sur l'île de Madagascar (Fort-Dauphin), la compagnie réussit cependant à établir des ports sur l'île Bourbon et l'île de France, aujourd'hui La Réunion et l'île Maurice.[réf. nécessaire]
Son capital est, en 1664, de 15 millions de livres (dont 3 souscrits par la famille royale). Elle a pendant 50 ans le monopole du commerce entre le cap Horn et le cap de Bonne-Espérance[pas clair].

### Les problèmes et la fin de la première Compagnie des Indes
Mais la compagnie souffre de difficultés qui vont la conduire à l'échec. En effet, les décideurs, à Paris, peuvent difficilement comprendre les besoins des comptoirs indiens, ce qui a pour conséquence des décisions inadaptées.
D'autre part, elle est endettée depuis sa création.
Enfin, la guerre de Hollande en désorganise le fonctionnement à partir de 1672. En 1682, la compagnie perd son privilège. Elle obtient cependant le privilège de battre monnaie à Arkât, Surate et Pondichéry, d'où sortent les premières roupies de la Compagnie.
En 1719, elle est absorbée par la compagnie de John Law.

## LaCompagnie perpétuelle des Indes(1719-1770)

### La compagnie réorganisée par John Law (1719-1720)

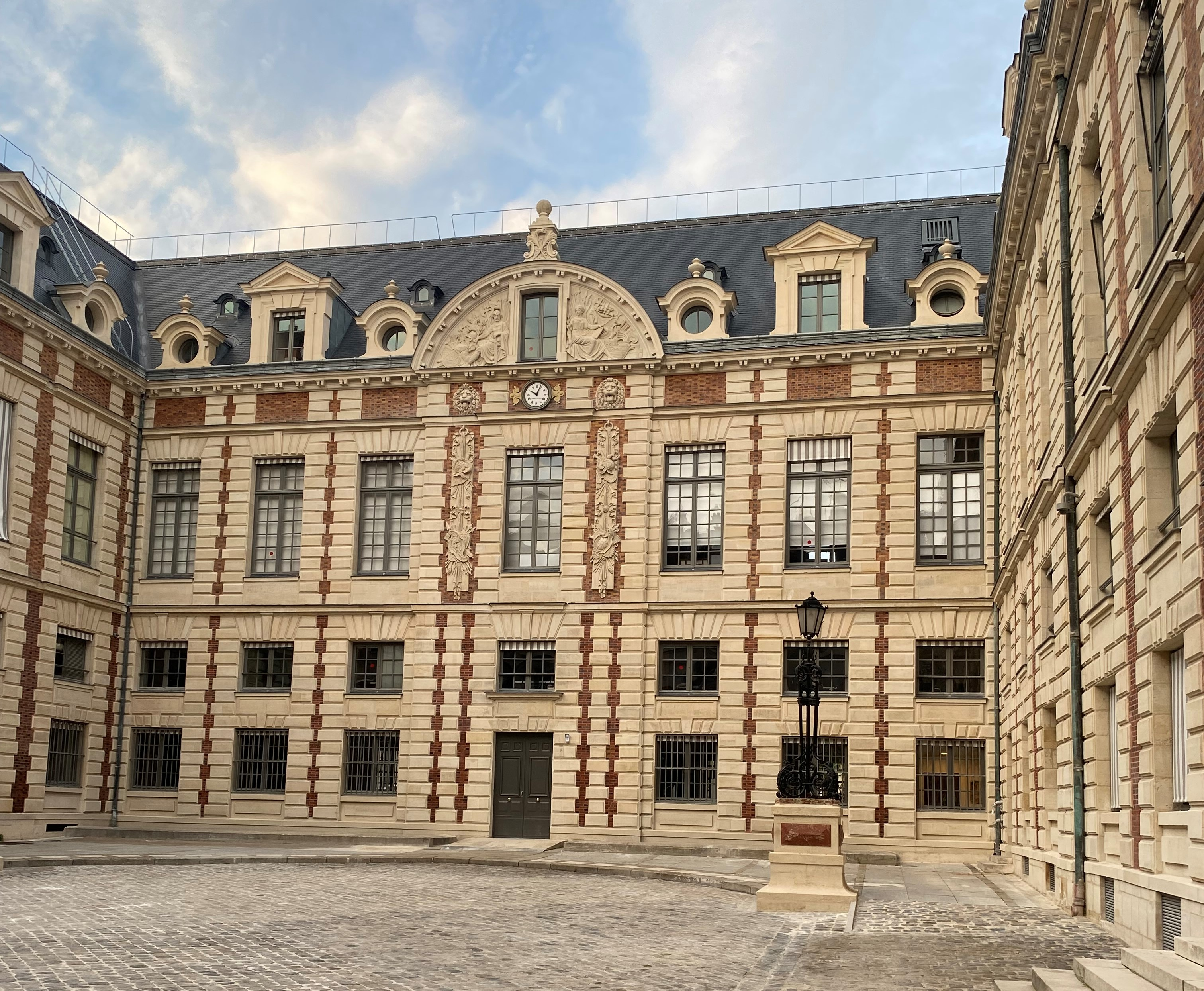
L'hôtel Tubeuf à Paris, siège de la Compagnie des Indes de 1719 à 1769.

En 1717, John Law la réunit avec d'autres sociétés qu'il a contribué à réorganiser, entre autres la Compagnie du Sénégal, la Compagnie de Chine, la Compagnie du Mississippi et la Compagnie de la Louisiane dont il avait obtenu le contrôle en échange d'une dette fiscale contractée par Antoine Crozat. Law crée alors une compagnie de niveau supérieur appelée « Compagnie perpétuelle des Indes », l'équivalent d'une holding d'aujourd'hui, qui est chargée de l'ensemble du trafic maritime colonial français. Cette compagnie adopte le sceau ainsi que les armes de la Compagnie d'Occident, créée deux ans plus tôt, bien qu'elles représentent des amérindiens[réf. nécessaire].
Chose curieuse, Law combine la gestion des participations et celle des services fiscaux du royaume. Missionnée pour renégocier la dette publique, puis pour collecter les impôts, la Compagnie perpétuelle émet des actions dont les intérêts sont payables en billets de la Banque générale, qui possède une part importante du capital de la compagnie. En janvier 1720, la Banque générale et la Compagnie perpétuelle fusionnent : l'actionnariat consolidé s'élève à plus d'1,5 milliard de livres, du jamais vu. L'argument de John Law est que les richesses coloniales potentielles de la France sont inépuisables et qu'il faut bâtir sur cette manne un nouveau système économique[réf. nécessaire].
Ce montage repose sur la confiance des souscripteurs et la garantie du roi, mais sa structure touchant au gigantisme manque de souplesse. Mais Law va survendre cet Eldorado : bon nombre de bateaux n'arrivant pas au port, « l'or des colonies » ne peut couvrir les millions de titres émis de toute façon en surnombre. Law n'est pas le seul à manipuler ainsi l'opinion, les cours de la Bourse et les financiers : au même moment, les directions des compagnies d'Amsterdam et de Londres usent de pratiques similaires[réf. nécessaire].
La liste des compagnies fusionnées comprend :
- la Compagnie des Indes orientales créée par Jean-Baptiste Colbert en 1664 ;
- la Compagnie d'Occident ;
- la Compagnie du Sénégal ;
- la Compagnie de Chine ;
- la Compagnie de Barbarie ;
- la Compagnie royale de la mer du Sud ;
- la Compagnie du Mississippi.[réf. nécessaire]

Dès mars 1720, la tendance du titre est à la baisse et des manœuvres spéculatives entraînent une quasi banqueroute, puis de violentes émeutes courant juillet, les actionnaires se ruant au siège parisien de la Compagnie pour essayer de revendre leurs titres. La cotation est suspendue, on parle de faillite en chaîne[pas clair]. Au même moment, la bourse de Londres connaît le krach de 1720, le cours de la Compagnie des mers du Sud est divisé par dix au cours des six mois suivants[réf. nécessaire].
Après une réorganisation complète menée par la commission du visa et le banquier Joseph Pâris Duverney, la Compagnie des Indes retrouve son indépendance en 1723, ainsi que la Compagnie du Mississippi (qui sera dissoute en 1770)[réf. nécessaire].

### La période 1720-1770

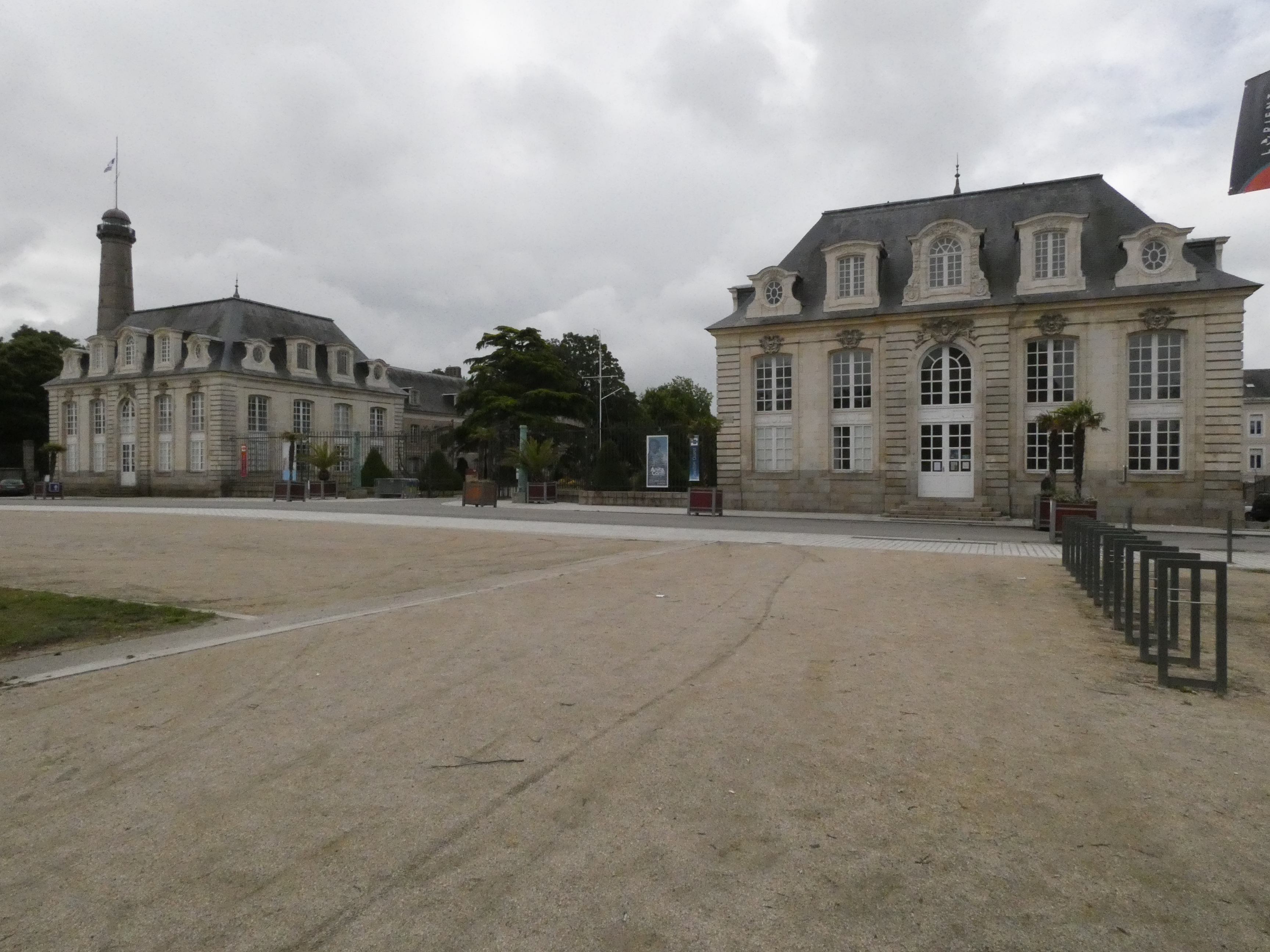
L'hôtel Gabriel à Lorient, construit en 1742, pour y faire les ventes des marchandises de la Compagnie perpétuelle des Indes.

Dynamisée durant cet épisode d'agiotage, la Compagnie des Indes envoie désormais 10 à 11 bateaux par an aux Indes sur la période 1720-1770, contre seulement 3 ou 4 sur la période 1664-1719. Près de la moitié (en valeur) des produits qui reviennent d'Orient sont des métaux précieux, qui sont recyclés dans le circuit économique.
La Compagnie recrutait aussi des soldats pour les Indes, dont beaucoup provenaient des prisons. L'orientaliste Anquetil Duperron a consigné le récit de son engagement et de ses tribulations en tant que jeune recrue en 1755, à l'âge de 24 ans.

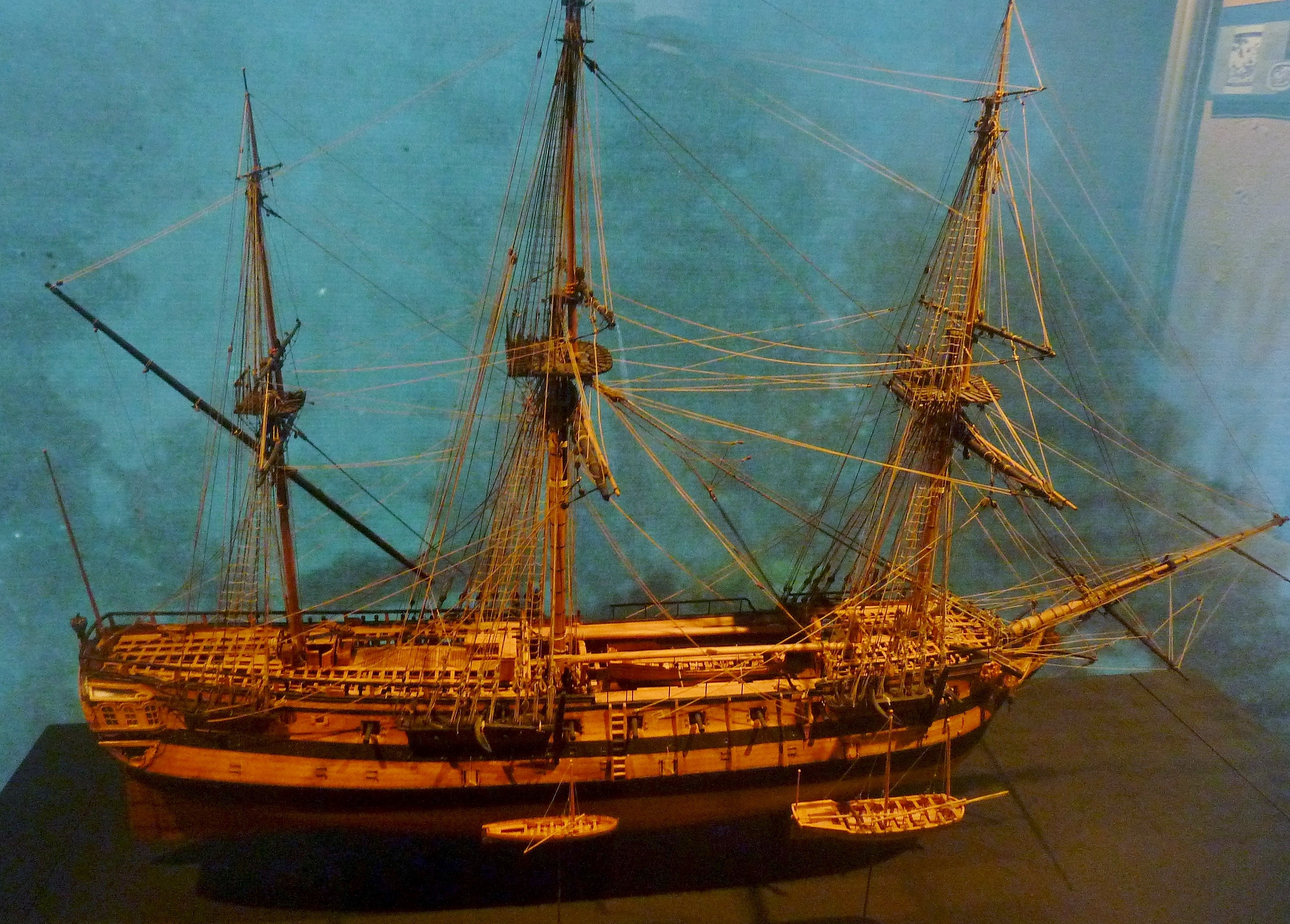
Le Boullongne, flûte de la Compagnie des Indes construite à Lorient en 1758 et qui navigua jusqu'en 1761 (maquette).
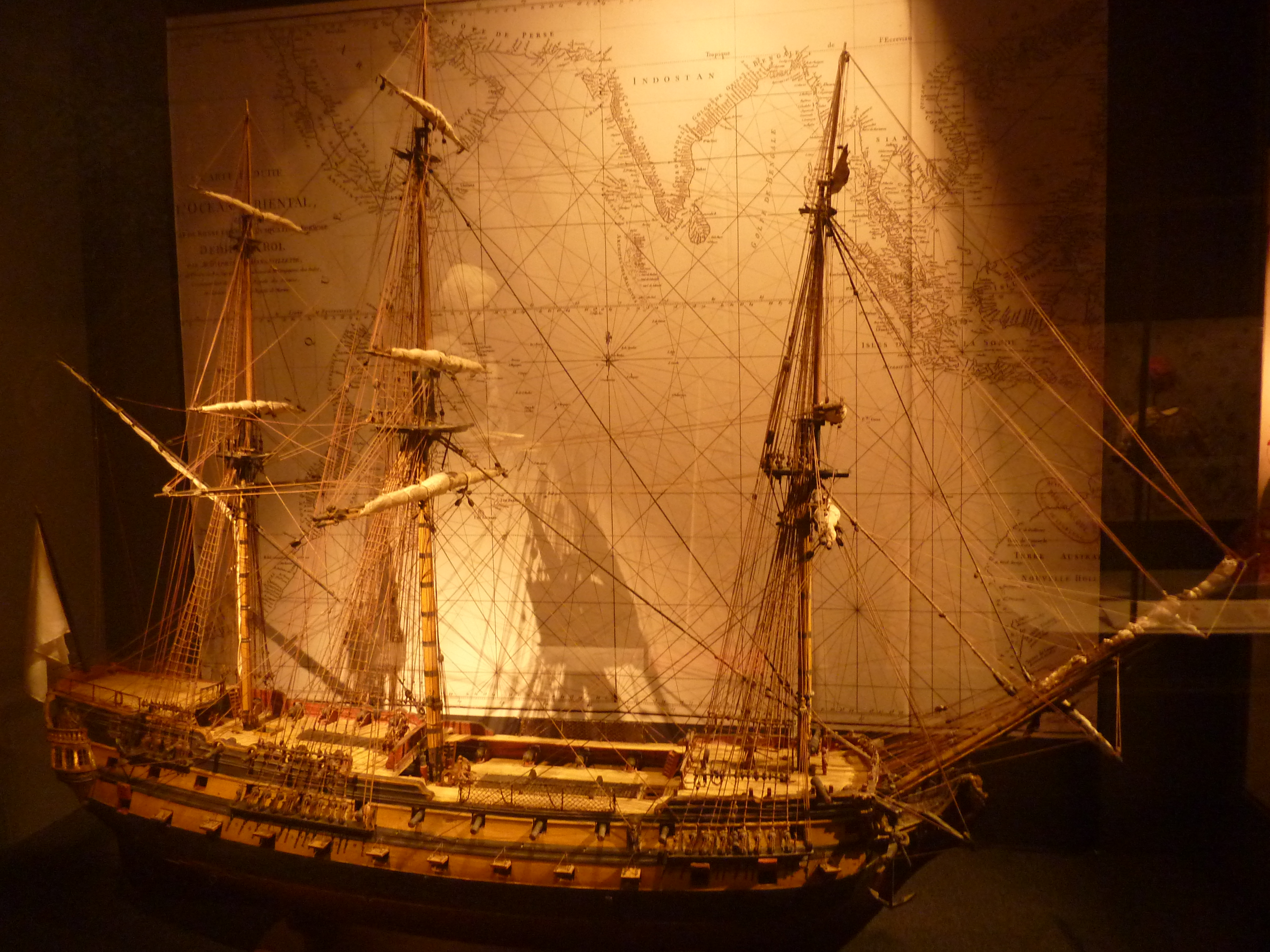
Maquette du Beaumont, navire de la Compagnie des Indes (XVIIIe siècle).
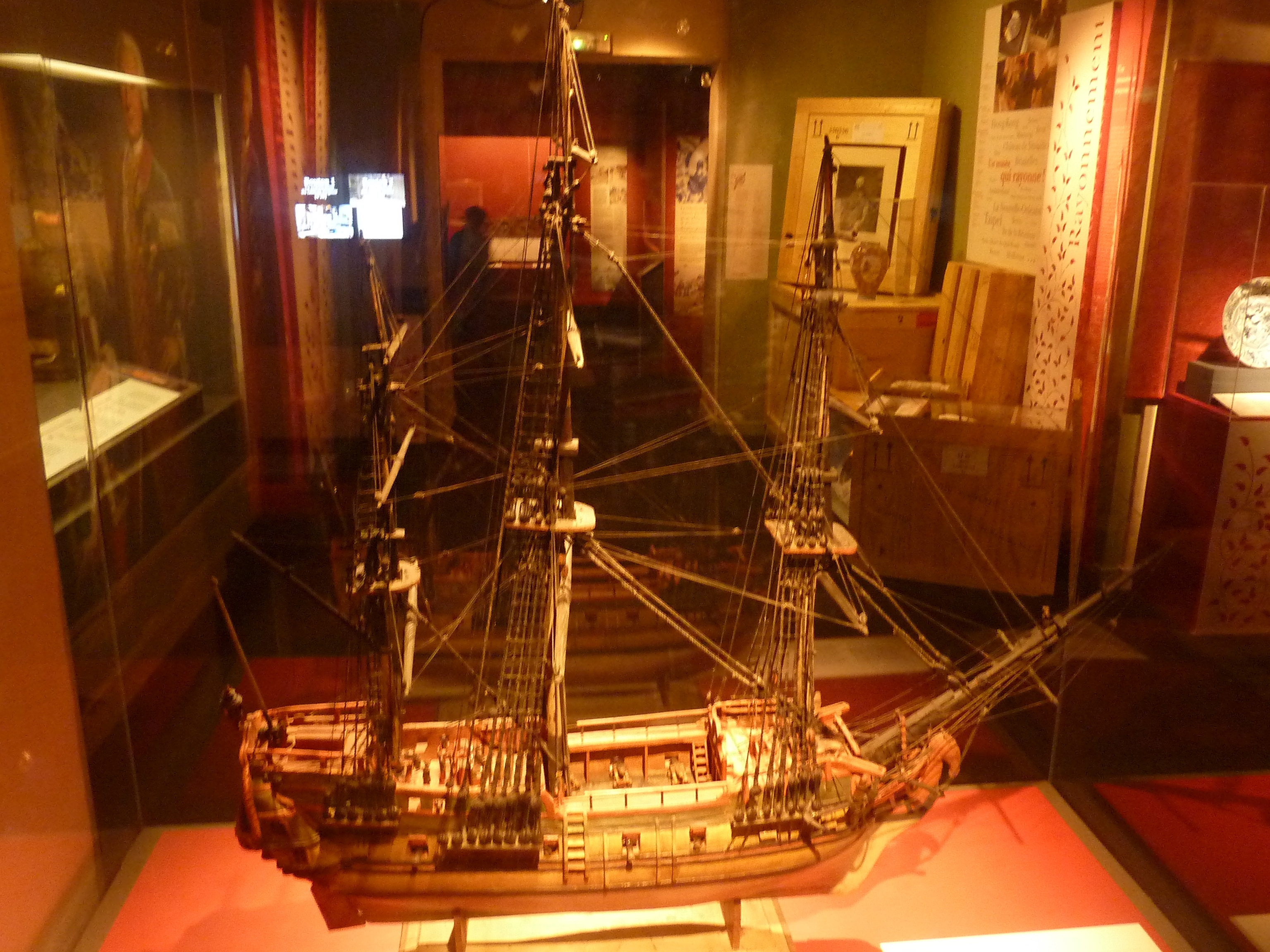
François René Dumigny : maquette du Dromadaire, vaisseau de la Compagnie des Indes (2e moitié du XVIIIe siècle).
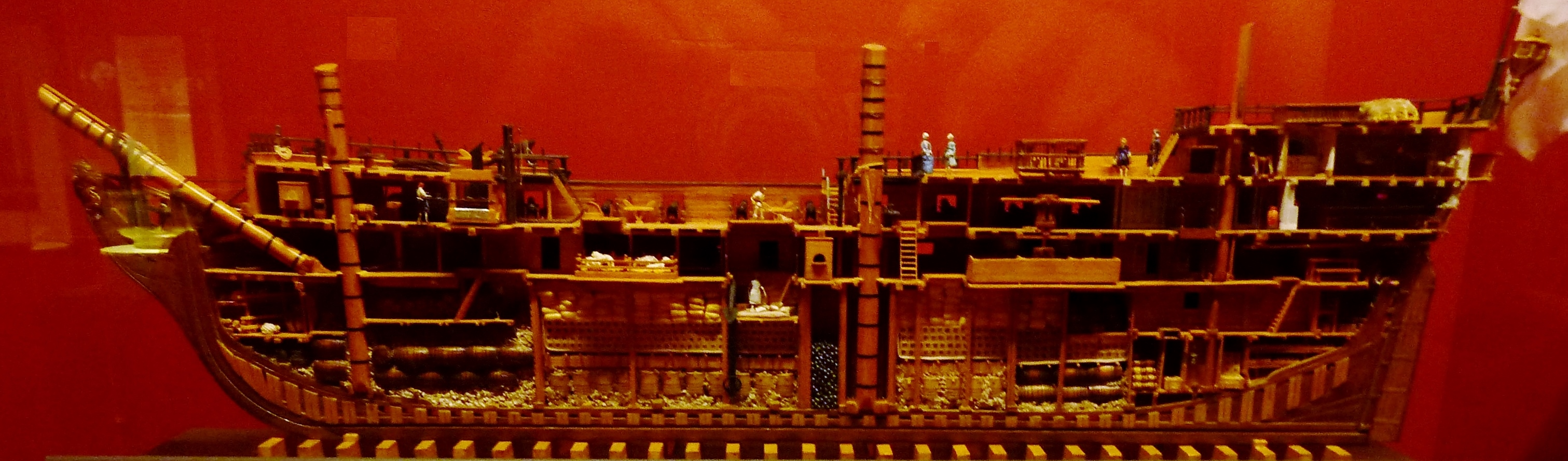
Plan d'un vaisseau de la Compagnie des Indes (XVIIIe siècle).
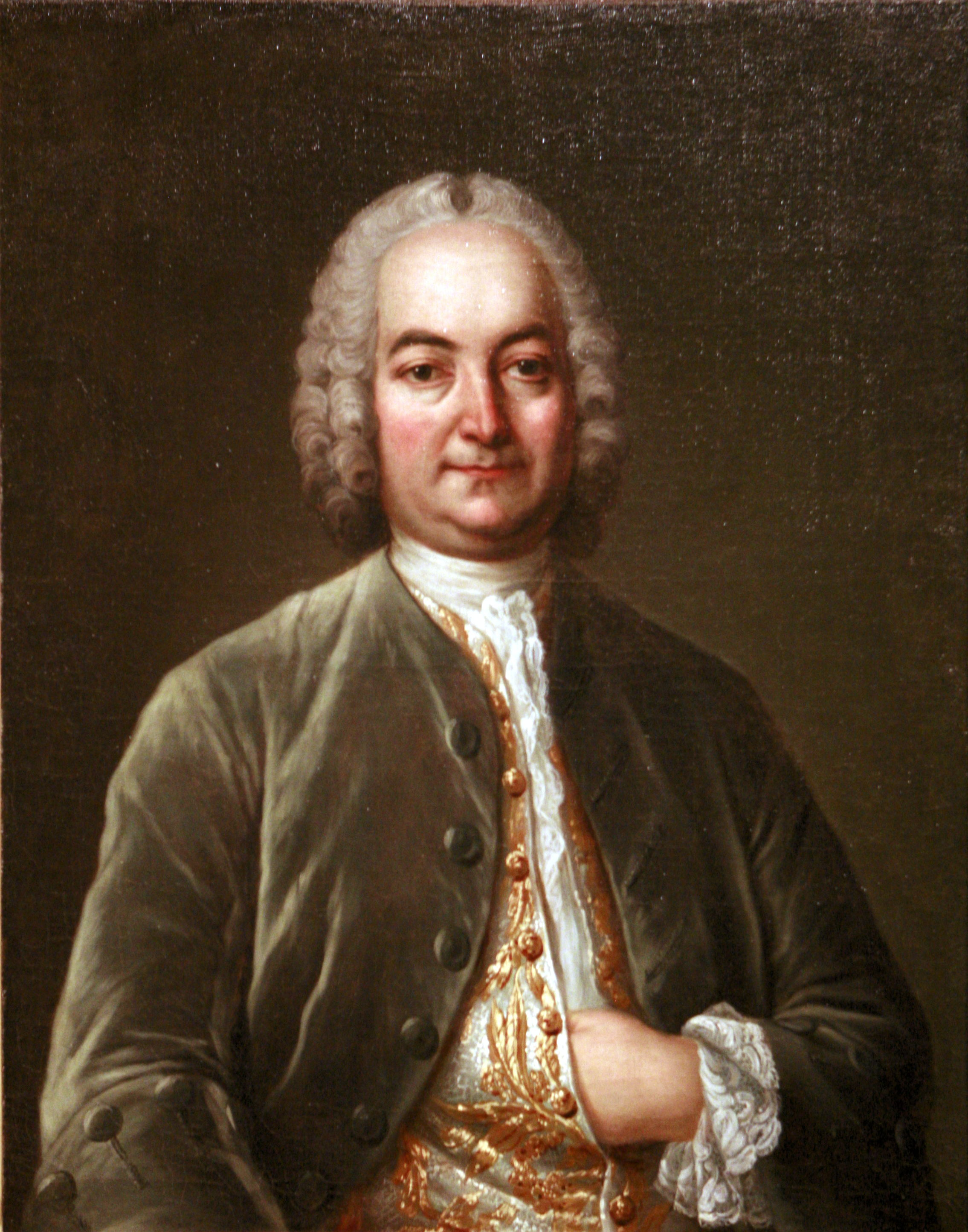
Portrait de Jean-Jacques Bérard, administrateur de la Compagnie des Indes.
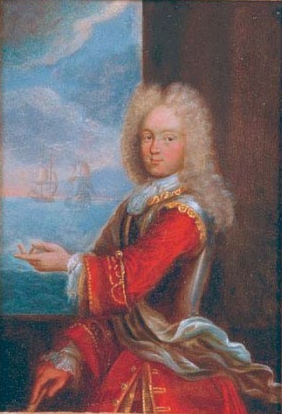
Thomas-Auguste Rapion de La Placelière, capitaine de la Compagnie des Indes vers 1750).
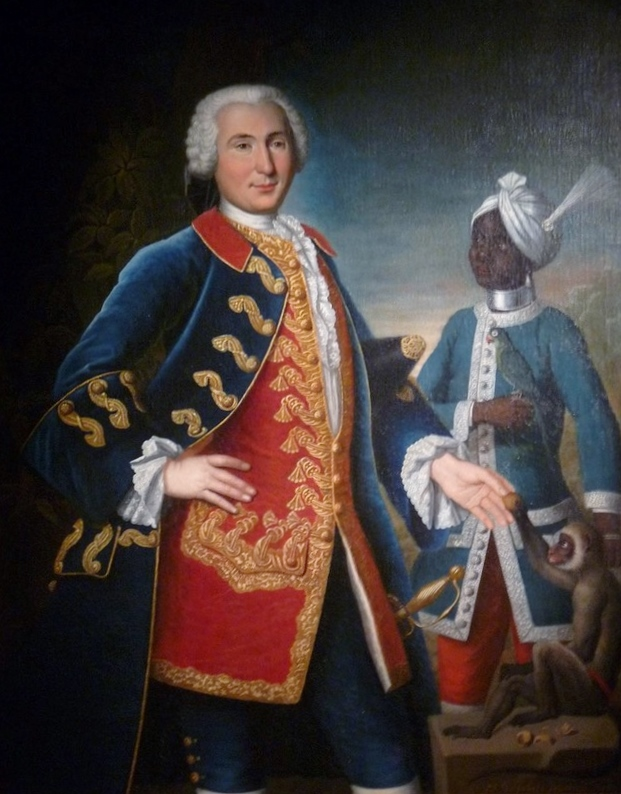
François Dagobert Jouvenet (1688-1756) : Portrait d'Antoine Barthélémy de Vire du Liron de Montivers, capitaine d'infanterie au service de la Compagnie des Indes. (huile sur toile, 1750).
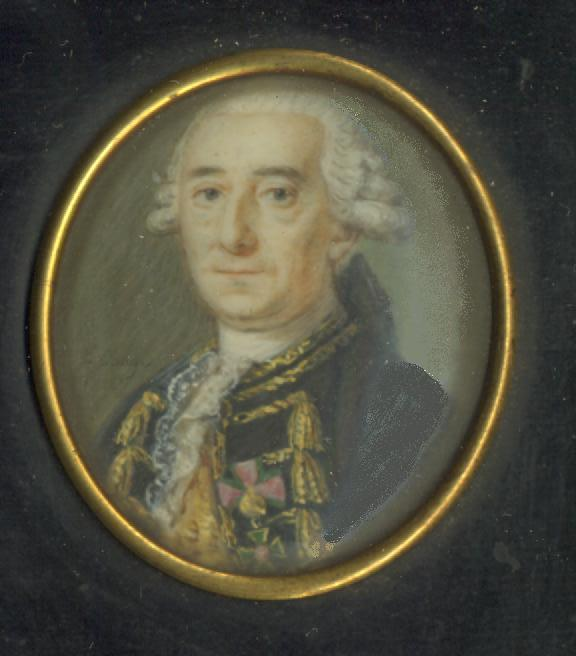
Portrait de Pierre Saintard, chevalier de Saint-Michel, directeur de la Compagnie des Indes (miniature, vers 1758).
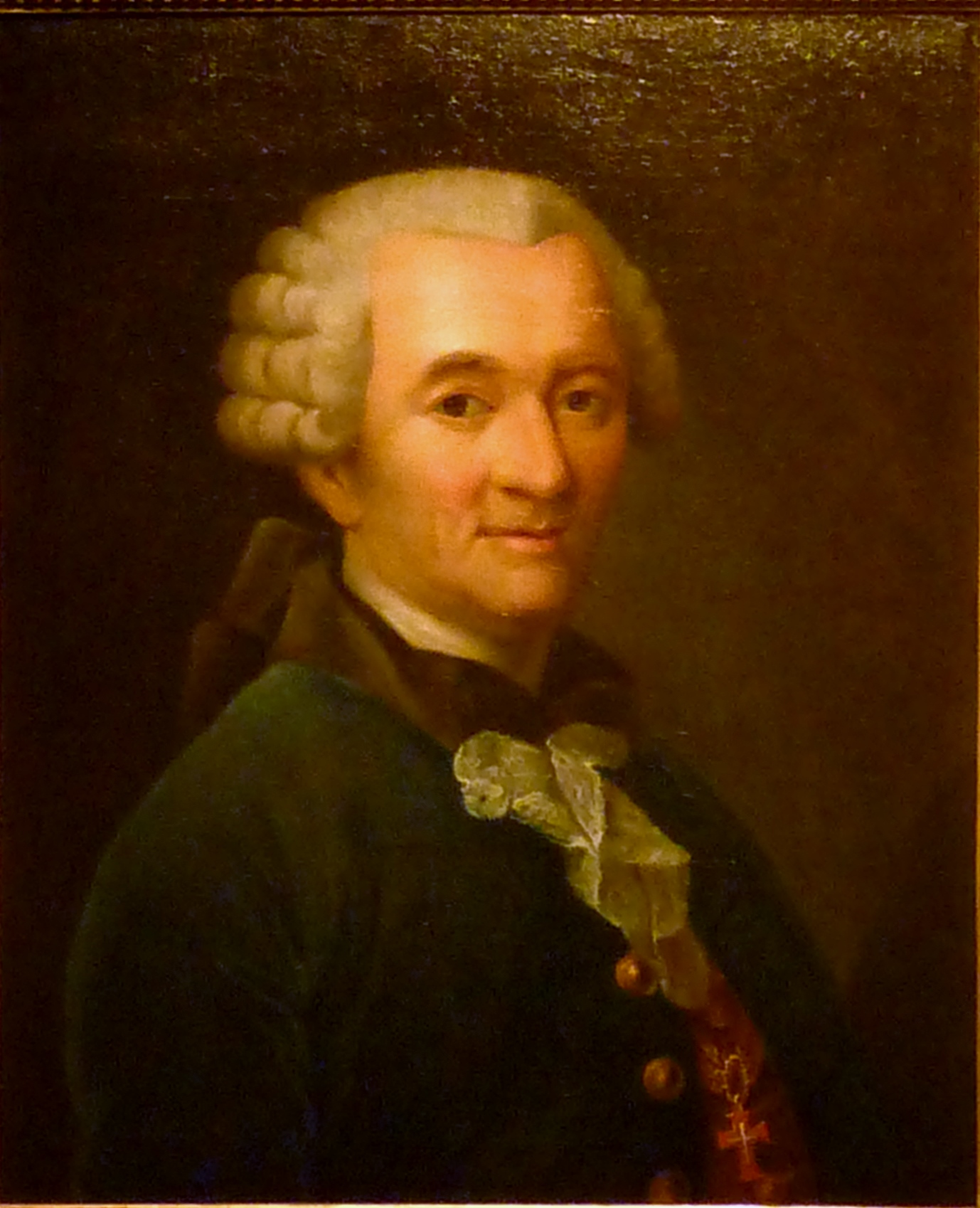
Anonyme : Portrait de Joseph Develaër, subrécargue de la Compagnie des Indes à Canton, comte du Lude.

### Latentative de conquête de l'Inde

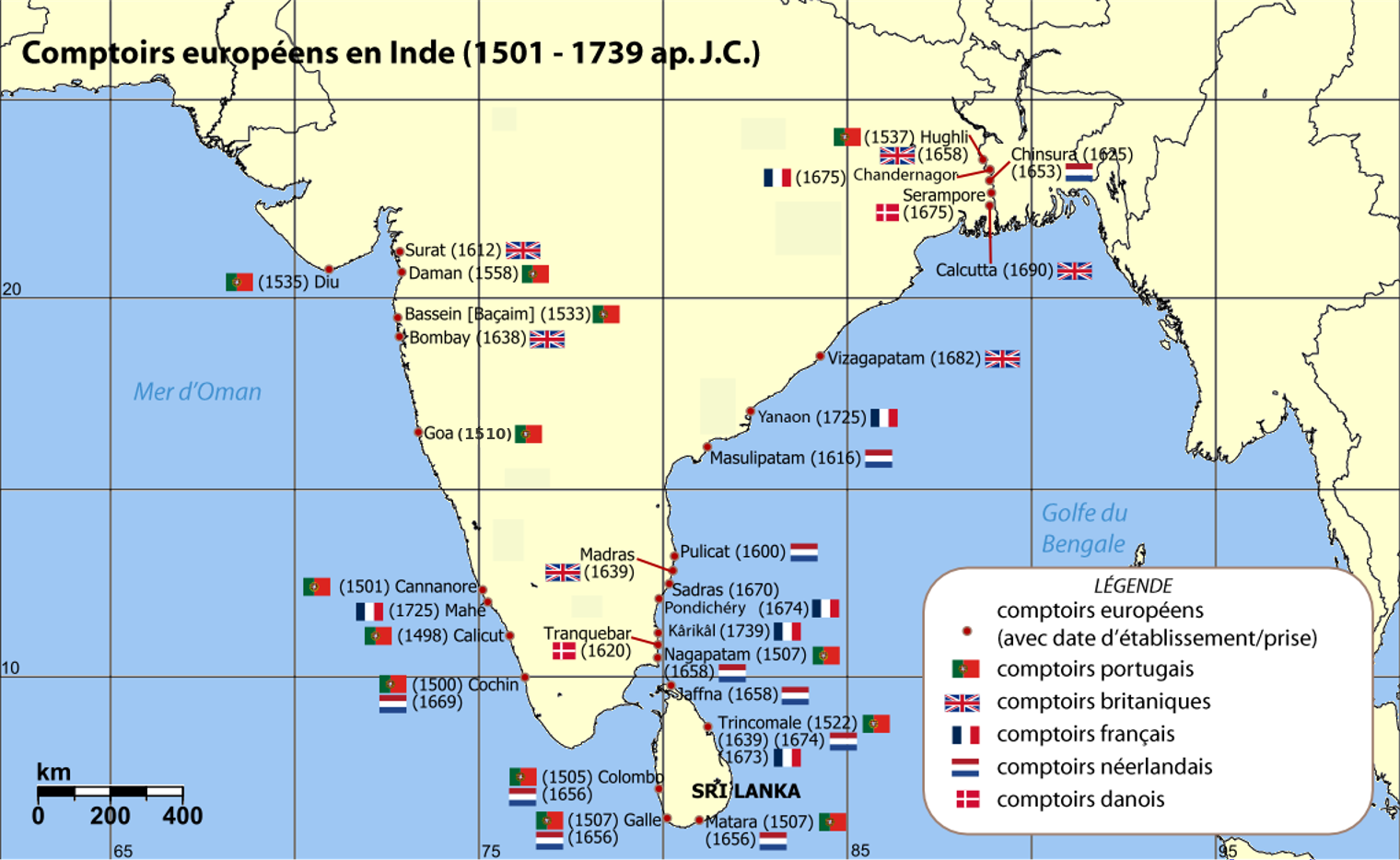
Les comptoirs européens en Inde.

#### Une pénétration réussie
À partir de 1720, la Compagnie profite de la longue période de paix qui s'installe en Europe pour connaître une forte période de prospérité. Les bénéfices distribués deviennent considérables, au point de provoquer la jalousie croissante de l'Angleterre[réf. nécessaire].
Avec le déclin de l'Empire moghol, Pierre Benoist Dumas, gouverneur de Pondichéry de 1735 à 1741, décide d'intervenir dans les affaires politiques indiennes de façon à protéger ses intérêts, en prenant parti pour les Moghols contre les Marathes. Le Grand Moghol lui confère le titre de nabab, mais Dumas le refuse à titre personnel, demandant qu'il soit automatiquement transmis à chaque nouveau gouverneur français. Dumas reçoit également l'autorisation de battre monnaie à Pondichéry[réf. nécessaire].

#### Dupleix et la confrontation directe avec les Anglais
Le successeur de Dumas, Dupleix, invente la politique du protectorat, que son lieutenant Bussy-Castelnau applique dans le Deccan. La plus grande partie de l'Inde du Sud se retrouve sous influence française, au grand dam des directeurs de la Compagnie, qui ne comprennent pas que seule une forte assise territoriale peut garantir une autonomie financière aux établissements de la Compagnie.[pas clair][réf. nécessaire]

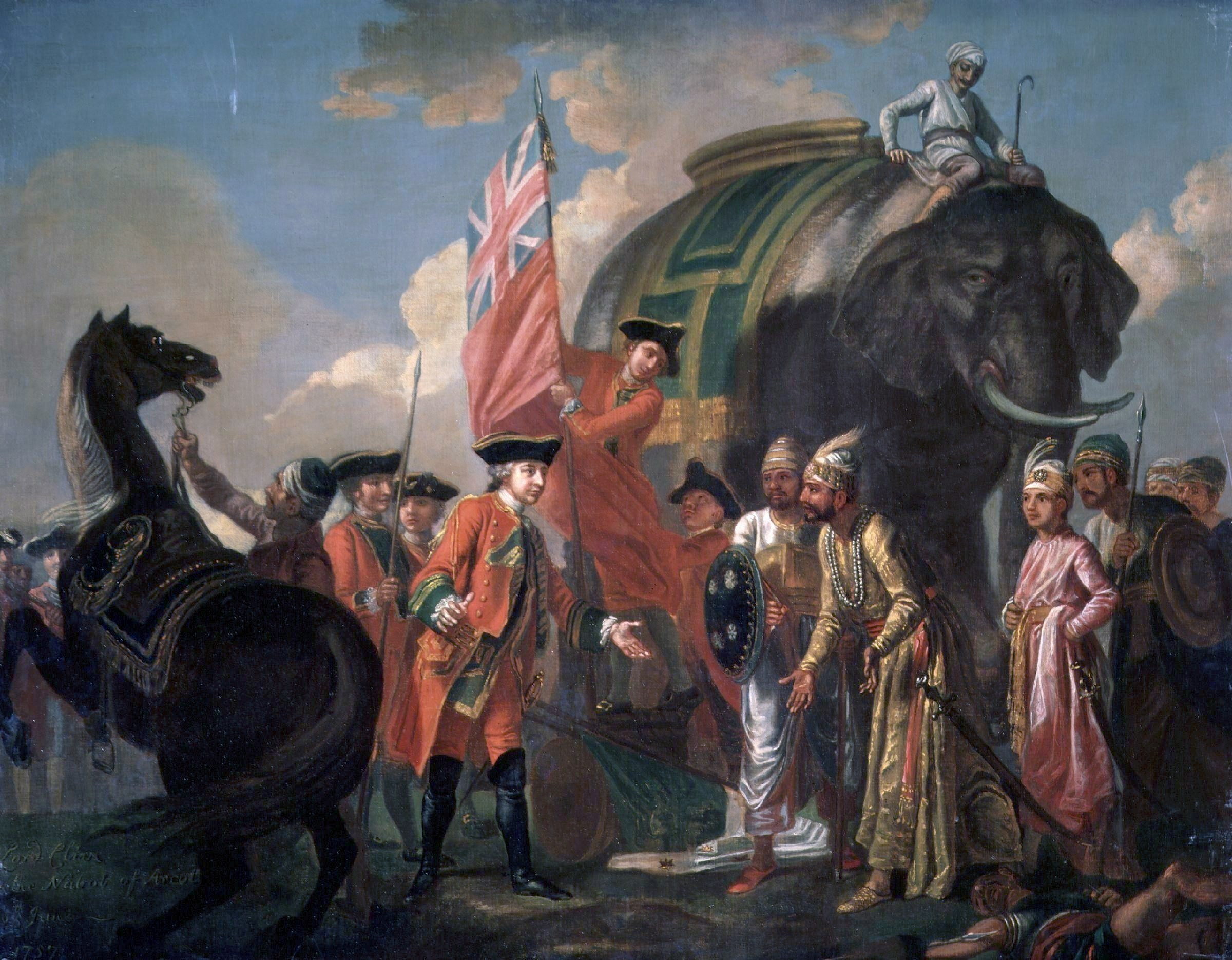
Lord Clive rencontre Mir Jafar après la bataille de Plassey.

Les hostilités, qui avaient éclaté avec la Compagnie anglaise des Indes orientales dès 1744, durent jusqu'à la révocation de Dupleix en 1754.
Elles reprennent dès 1756, date du début de la guerre de Sept Ans. Les difficultés du lieutenant général Lally-Tollendal, ainsi que sa rivalité avec Bussy, rappelé du Deccan, aboutissent à la capitulation française, et à la destruction totale de Pondichéry par les Britanniques en 1761.
En 1757, la victoire de Robert Clive à la bataille de Plassey avait livré le Bengale à la Compagnie anglaise des Indes orientales, laquelle n'avait plus qu'à appliquer à son profit les méthodes de Dupleix et Bussy.[réf. nécessaire]

### La Compagnie des Indes sur les côtes africaines
Le 27 septembre 1720, le roi (en fait le Régent agissant au nom du roi Louis XV encore mineur) établit à perpétuité et au profit exclusif de la Compagnie perpétuelle des Indes, le monopole de la traite négrière sur la côte d'Afrique, privilège dont elle usa à partir de 1723. La compagnie, encouragée financièrement par le roi, se lança dans l'envoi de main-d'œuvre servile dans les trois territoires dont elle devait assurer la mise en valeur : Saint-Domingue, la Louisiane et les Mascareignes.
La compagnie possède des forts ou des fortins le long des côtes du Sénégal, notamment à Arguin , Portendick (actuellement en Mauritanie), Saint-Louis, Gorée, Albreda, Bissau, Podor ; sur les côtes de Guinée elle détient le fort de Ouidah. Les bâtiments très rustiques servaient d'entrepôts de marchandises, de logements, de prison, de chapelle, de poudrière ; un espace était dédié aux cultures. Environ trois cents agents blancs travaillaient dans ces établissements aux côtés d'Africains libres et d'esclaves. Le négoce de la Compagnie était principalement constitué d'or, de gomme arabique, d'ivoire et d'esclaves. Entre décembre et juin les convois, accompagnés des laptots (marins indigènes de la Compagnie) longeaient les côtes et remontaient les fleuves pour négocier l'achat des marchandises et des esclaves. Pendant les mois d'hivernage, les agents étaient gagnés par l'oisiveté et par l'alcoolisme. La mortalité dans ces comptoirs était très importante en raison du paludisme, des fièvres putrides et de la violence des mœurs.

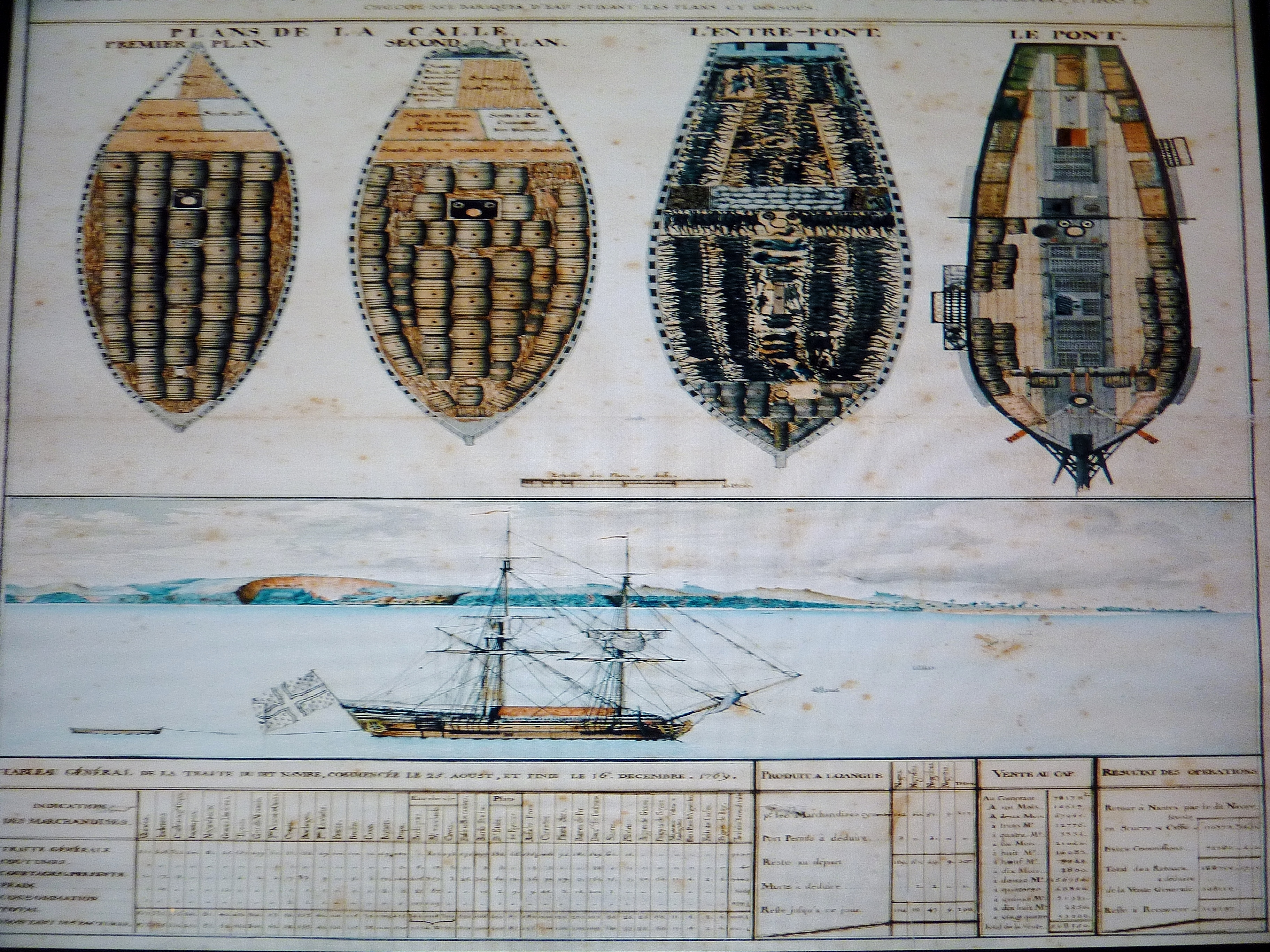
Plan d'un navire négrier de la Compagnie des Indes ayant chargé sa « cargaison » en 1769.
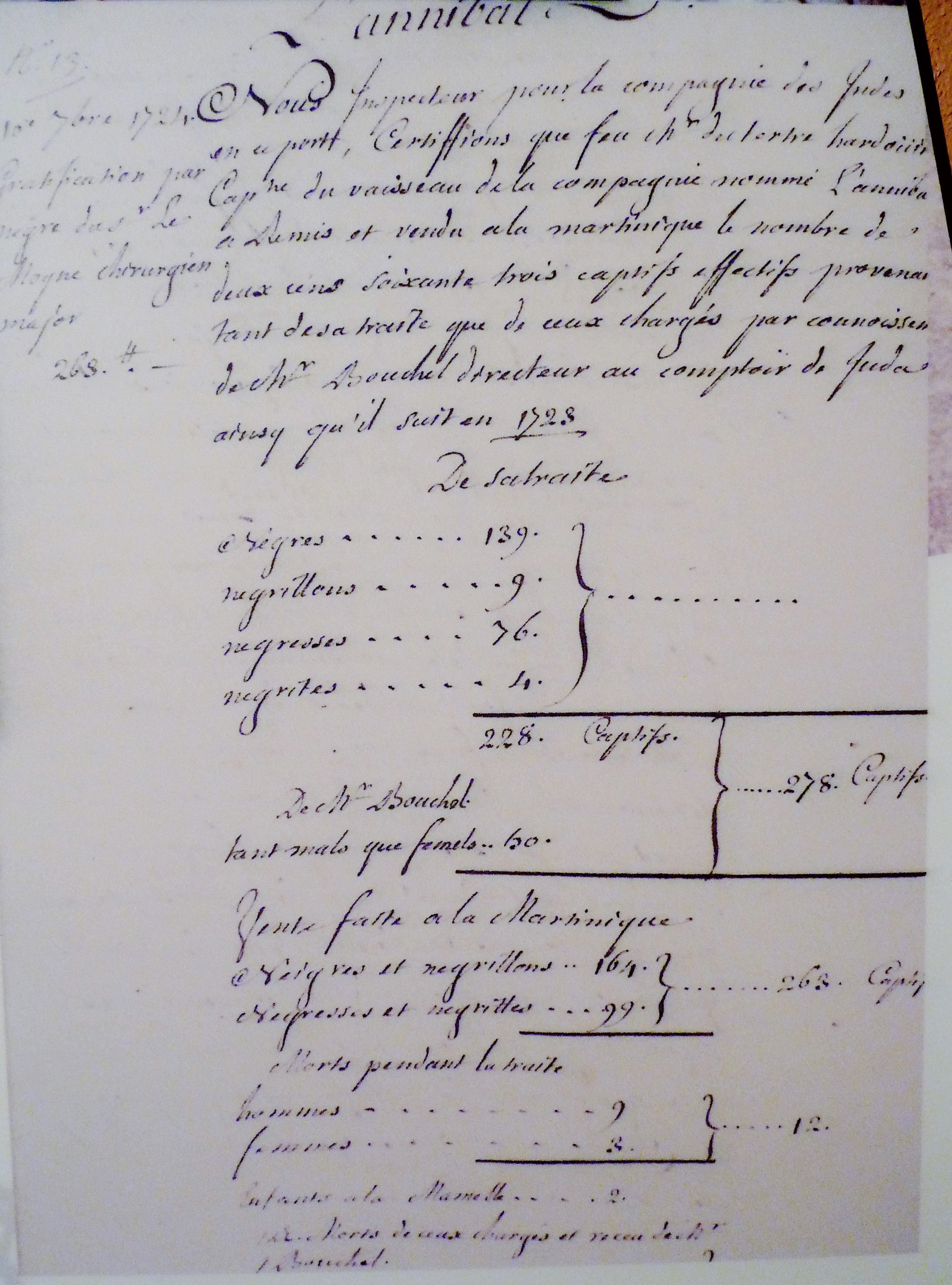
La traite négrière pratiquée par la Compagnie des Indes depuis Ouidah : rapport d'un inspecteur de la Compagnie datant de 1728 (Musée de la Compagnie des Indes).
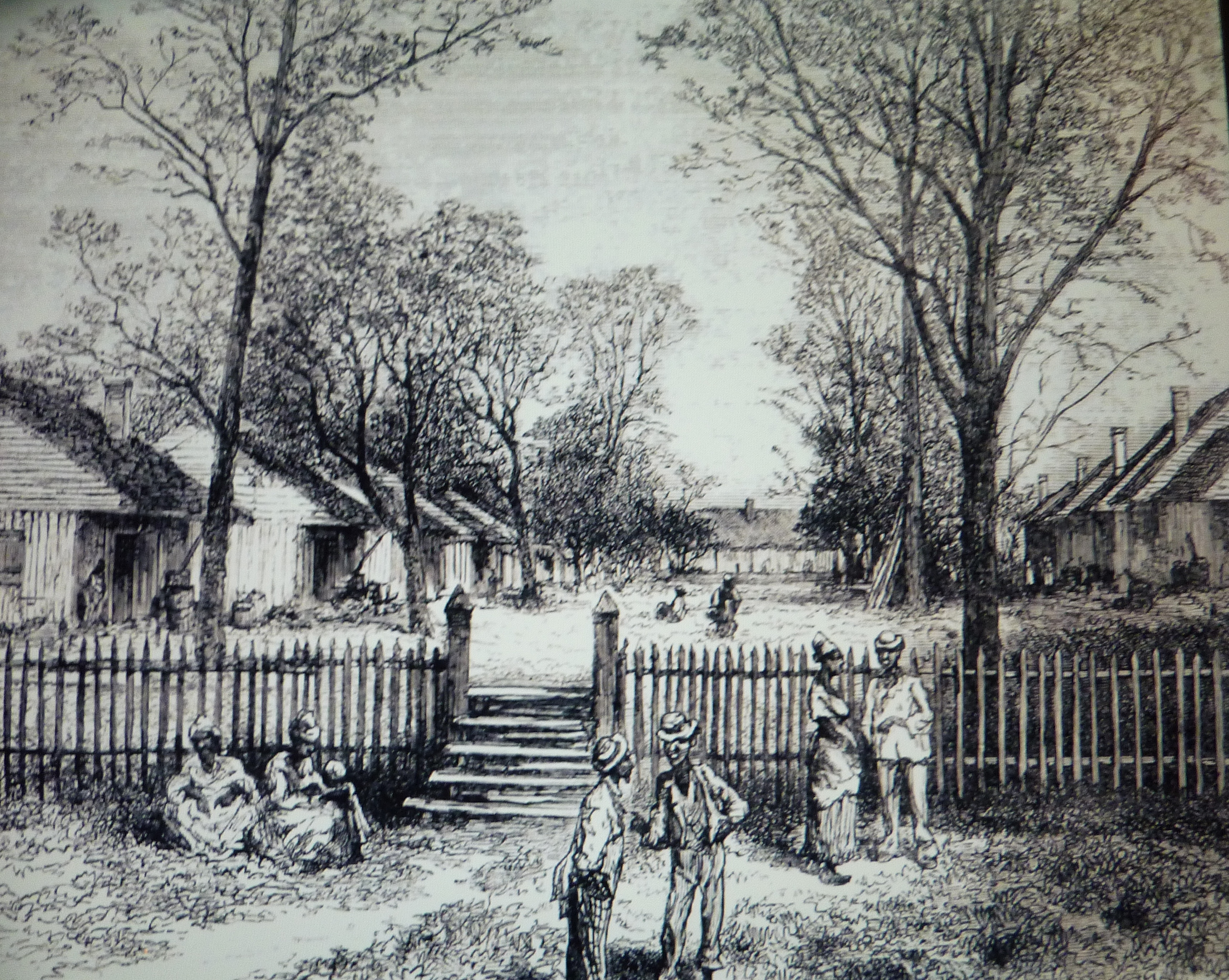
Maisons d'esclaves (Indes occidentales).

Entre 1719 et 1770 la Compagnie des Indes arma 179 expéditions de traite, dont 152 partirent de Lorient. Elles se dirigèrent majoritairement vers le Sénégal et le port de Ouidah pour y prendre des captifs dont le nombre est estimé à environ 56 700, dont près de 45 300 par des navires lorientais. En concédant à partir de 1725 une grande partie de son monopole aux armateurs privés, la Compagnie perçut des taxes pour chaque esclave déporté en Amérique. Enfin la vente et le fret des marchandises de traite (cauris, textiles indiens prohibés, corail, etc.) furent une troisième source substantielle de revenus pour la Compagnie.

### La liquidation de 1770

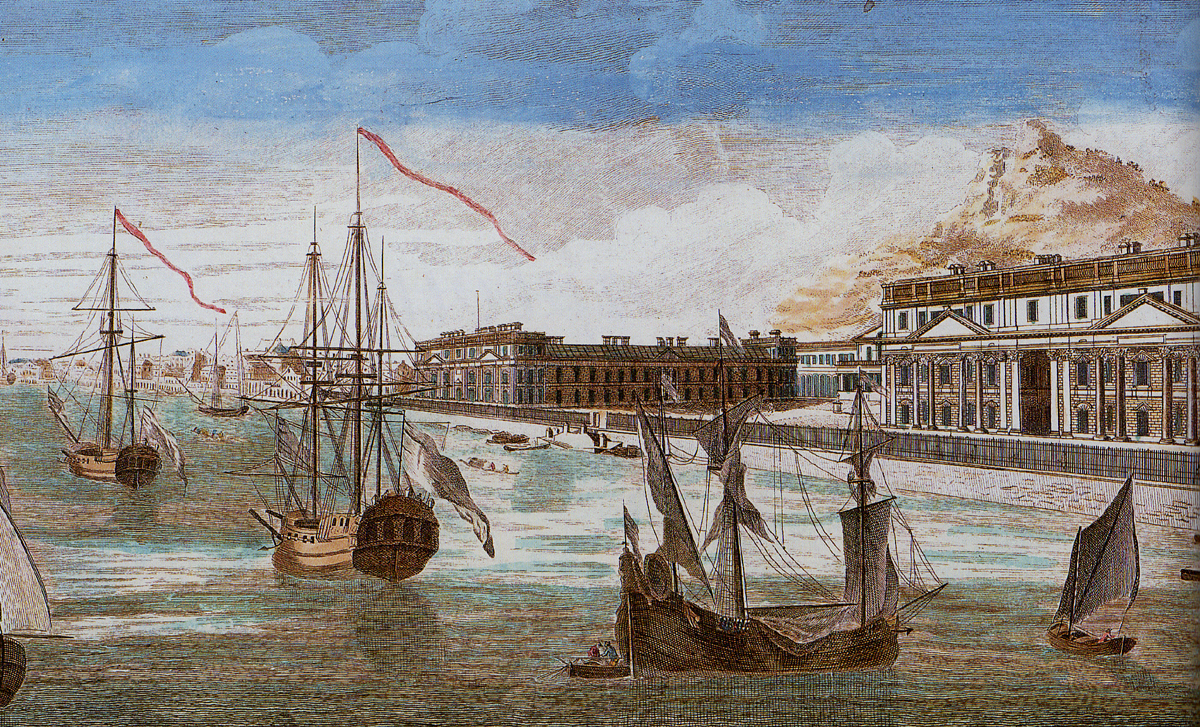
Les magasins de la Compagnie des Indes à Pondichéry, l'amirauté et la maison du gouverneur, avant la destruction de la ville par les Anglais en 1761 telle qu'on peut l'entrevoir sur cette gravure de 1769. (XVIIIe siècle. Port-Louis, musée de la Compagnie des Indes).

La Compagnie, à son époque, est considérée comme un placement solide et sûr. Voltaire y place une partie de ses économies : « Je m'intéresse à la Compagnie parce que j'ai une partie de mon bien sur elle » écrit Voltaire à son ami Pilavoine le 23 avril 1760. Dans une autre lettre, il assure que ses actions lui rapportent 20 000 livres tournois chaque année.
L'année 1766 est toute centrée sur l'affaire qui oppose le marquis de Castelnau au comte de Lally-Tollendal. Ce dernier est condamné le 6 mai 1766 à la peine capitale pour trahison des intérêts du roi de France aux Indes. Il est exécuté le 9 mai 1766 sur la place de Grève.
La Compagnie est durement touchée par la guerre de Sept Ans, à la perte de ses comptoirs en Asie s'ajoutant celle d'une partie de sa flotte. Malgré ces revers et son endettement important, elle réussit à redresser sa situation commerciale, mais non à regagner la confiance de Choiseul, soucieux de contrôler les dépenses publiques. Sous la pression des économistes et des armateurs, et malgré l'opposition de son patron Jacques Necker, « le monopole de la Compagnie perpétuelle des Indes est suspendu » le 13 août 1769, et l'Asie ouverte au commerce privé.
Cette liquidation était devenue inévitable : la première Caisse d'escompte avait fait faillite quelques semaines plus tôt, réduisant le fonds de roulement de la Compagnie à néant.
Les lettres patentes du 22 avril 1770 consacrent la reconnaissance par le Roi du passif de la Compagnie : la caisse des amortissements qui gère la dette publique enregistre pendant quinze ans les différentes créances et les honore.[réf. nécessaire]

## Une nouvelle société: laCompagnie des Indes orientales et de la Chine(1785-1793)

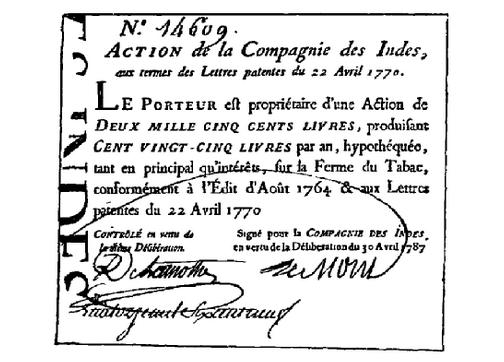
Action au montant de 2500 livres émise par la Compagnie datée du 30 avril 1787 pour la deuxième levée de capitaux.

En 1778, la France déclare la guerre à la Grande-Bretagne : les hostilités sur les mers et aux Indes durent jusqu'au 2 juillet 1783. Le 3 septembre 1783 est signé à Versailles le traité de Paris qui met fin à la guerre d'indépendance américaine : dans l'opinion, mais aussi sur le plan diplomatique, cet accord efface la honte du traité de 1763. En effet, outre une puissante force navale, la France retrouve cinq villes de plus aux Indes et l'assurance d'un nouvel allié, les États-Unis d'Amérique.
En 1784, le banquier Guillaume Sabatier et son associé Pierre Desprez entreprennent un voyage à Londres, accompagnés d'Augustin-Jacques Perier et Pierre Bernier. À la demande du ministre Calonne, ils négocient avec le gouvernement anglais la création d'une nouvelle compagnie française des Indes.
Le 3 juin 1785 est créée la Compagnie des Indes orientales et de la Chine. Dotée d'un capital de vingt millions de livres, cette société détient le privilège du commerce au-delà du cap de Bonne-Espérance, un monopole confirmé par un arrêt du Conseil le 21 septembre 1786. Le monopole ne concerne pas les Mascareignes, les ports de l'île de France et de l'île Bourbon restant accessibles à tous les navires français.
La compagnie installe ses bureaux parisiens à l'hôtel Massiac, l'ancien siège de la banque Jabach, place des Victoires, et prend possession des bâtiments, magasins et ateliers de l'ancienne compagnie à Lorient et à Marseille. Elle ouvre des comptoirs dans des établissements français à Canton, à Pondichéry, sur les côtes du Bengale, de Coromandel et de Malabar, à Moka, à Mahé et sur l'île de France ; elle envoie également des correspondants dans les ports le long de la route maritime des Indes, de Lisbonne à Canton[réf. nécessaire].
Louis XVI nomme 12 directeurs : outre Guillaume Sabatier qui fut l'un des plus gros actionnaires et le dernier administrateur de cette troisième structure, on trouve Pierre Bernier, Louis-Georges Gougenot (1758-1796), Jacques (?) Dodun, Jean-François de Moracin, Étienne Demars jeune, Gourlade, Denis Montessuy, Simon Bérard aîné, Jacques Bézard, Augustin-Jacques Perier et Jean-Jacques Bérard cadet. Obligation leur est faite de détenir chacun cinq cents actions de mille livres soit 20 % du capital porté à 30 millions par le décret de septembre 1786 soit 12 000 actions de 2 500 livres. La compagnie arme 17 bateaux et prospère très rapidement. Les bénéfices permettent de distribuer un dividende de 18 % en 1788 et de 16 % en 1789[réf. nécessaire].
Le 3 avril 1790, l'Assemblée nationale décrète que « le commerce de l'Inde, au-delà du cap de Bonne-Espérance, est libre pour tous les Français » et prive ainsi la Compagnie de son monopole. Réunis en assemblée générale le 10 avril, les actionnaires nomment huit commissaires chargés d'étudier une éventuelle continuation de l'activité, parmi ceux-ci Dangirard, Monneron (fondateur de la Caisse des comptes courants), et Sabatier. Le 23 mai, les actionnaires décident la reprise d'activité et nomment quatre commissaires — Delessert, Fulchiron, Gautier et Mallet — chargés de rédiger les statuts de la nouvelle Compagnie des Indes. Le capital est réduit à trente millions et le nombre de comptoirs ramené à sept : Pondichéry, Yanaon, Mahé, Canton, Surat, l'île de France (Maurice aujourd'hui) et l'île de La Réunion. La libéralisation et la Révolution ne gênent pas la marche des affaires qui connaissent une croissance régulière et le cours de l'action atteint 1 500 livres[réf. nécessaire].
| Années | Chiffres d'affaires | Bénéfices        |
| ------ | ------------------- | ---------------- |
| 1786   | 14 631 807 livres   |                  |
| 1787   | 12 805 994 livres   | 7 226 550 livres |
| 1788   | 19 157 615 livres   | 8 013 363 livres |
| 1789   | 11 088 028 livres   | 8 176 691 livres |
| 1790   | 26 660 471 livres   | 7 659 857 livres |
| 1791   | 35 154 473 livres   |                  |
| 1792   | 8 837 124 livres    |                  |
| 1793   | 7 805 902 livres    |                  |

### La liquidation de 1793
Pendant la Terreur, la Compagnie des Indes est soupçonnée d'activités contre-révolutionnaires et la Convention décrète le 26 juillet 1793 l'apposition des scellés sur ses bâtiments. Un deuxième décret du 11 octobre 1793 supprime la Compagnie des Indes et réquisitionne les marchandises et les navires : le tout est estimé à 28 544 000 livres. Les directeurs de la compagnie sont emprisonnés, certains sont guillotinés, les autres échappent à la peine capitale en se faisant interner comme malades mentaux à la maison de santé de Jacques Belhomme sur recommandation de Cambacérès, cousin de Sabatier et membre du Comité de sûreté générale[réf. nécessaire].
Après le 9-Thermidor, la direction de la compagnie est recréée sous une forme réduite : 10 personnes dont Sabatier, Mallet et Moreau. Le 30 mai 1795, une députation de quinze personnes, parmi lesquelles Le Couteulx, Audibert (de Marseille), Devaisnes, Mallet et Moreau, est envoyée à la Convention pour solliciter la restitution des biens saisis. En juillet 1795, le séquestre est levé et trois navires sont rendus. Mais la Compagnie des Indes ne peut reprendre ses activités commerciales et les actionnaires décident la liquidation.[réf. nécessaire]
Décidés à obtenir réparation des réquisitions de 1793, les commissaires-liquidateurs Mallet, Martin d'André et Jean Baptiste Rodier entament une procédure judiciaire contre l'État qui se termine en 1875.

## Galerie de portraits

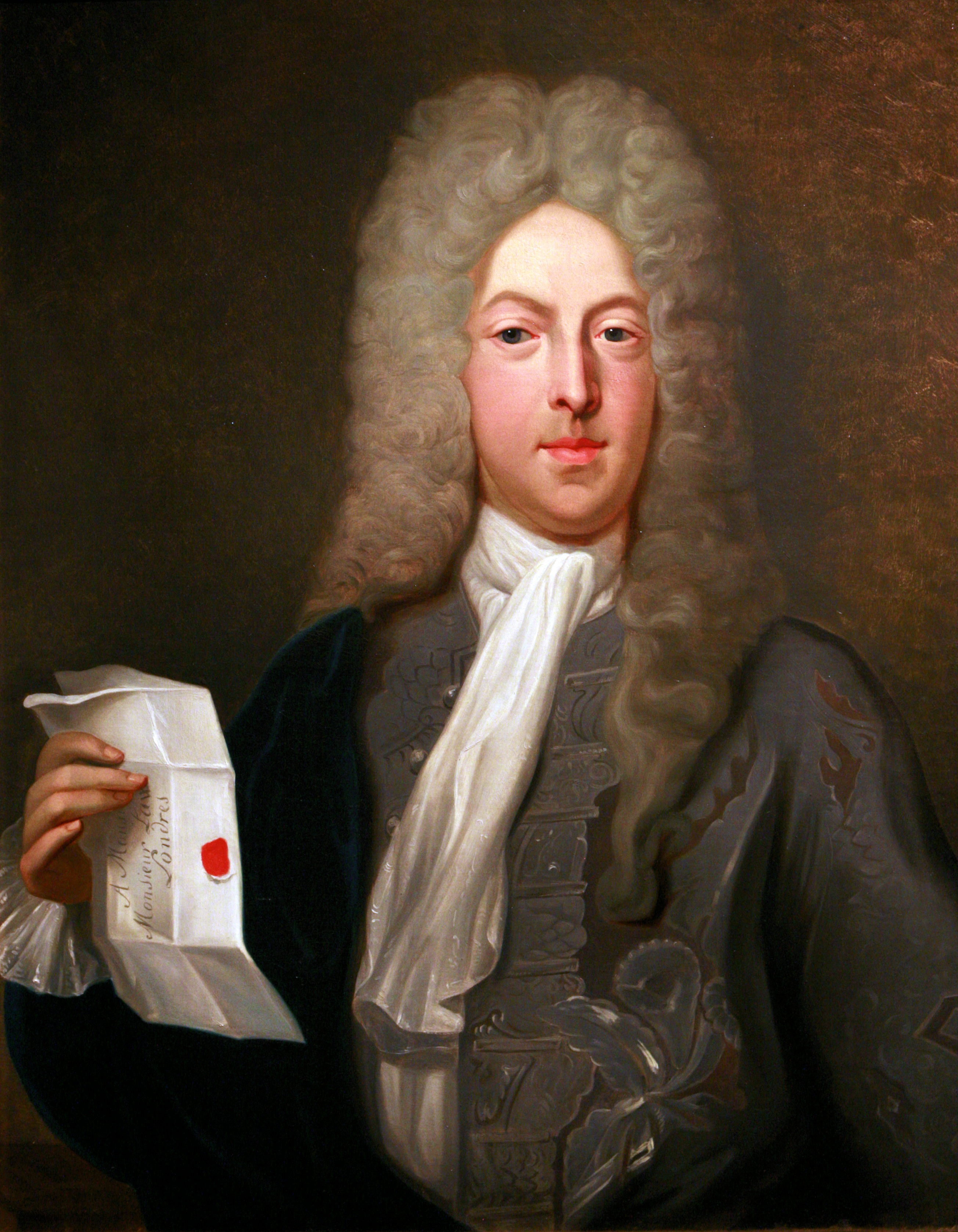
John Law, fondateur.
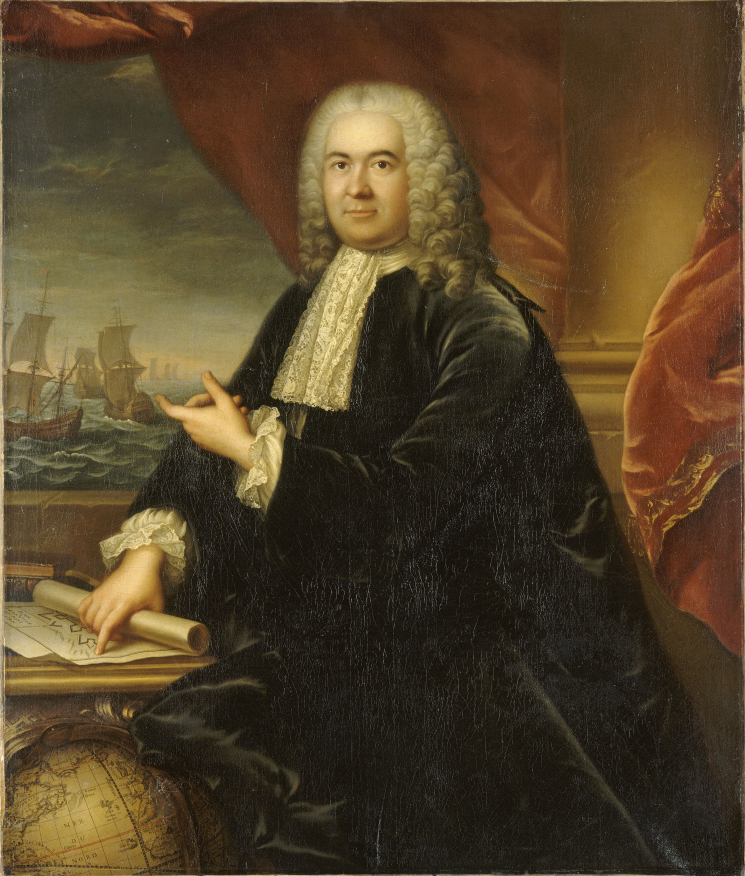
Jacques Duval d'Epremesnil, directeur.
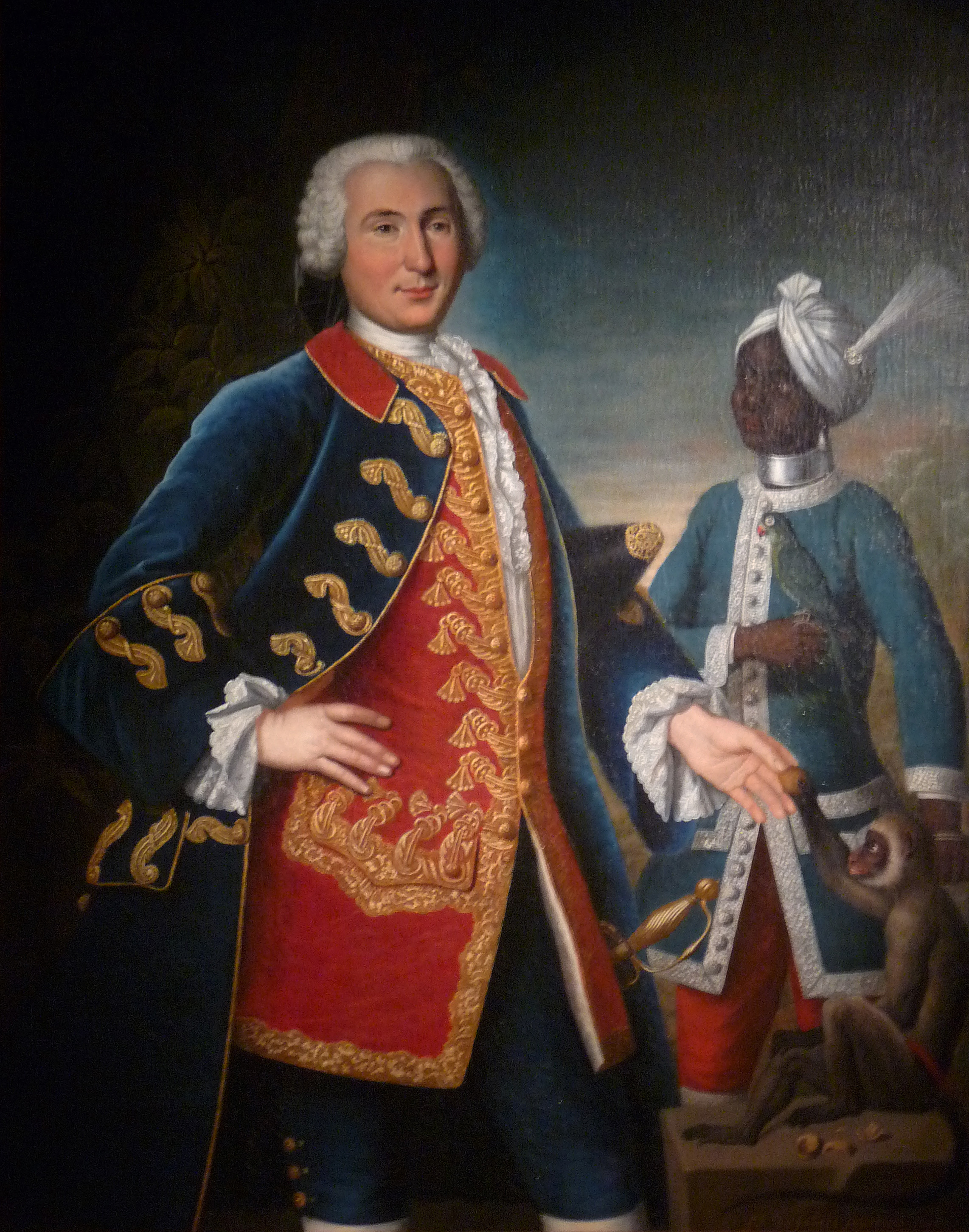
Antoine de Vire de Montivers, capitaine.
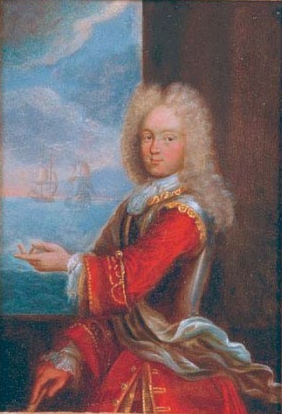
Thomas-Auguste Rapion de La Placelière, capitaine.
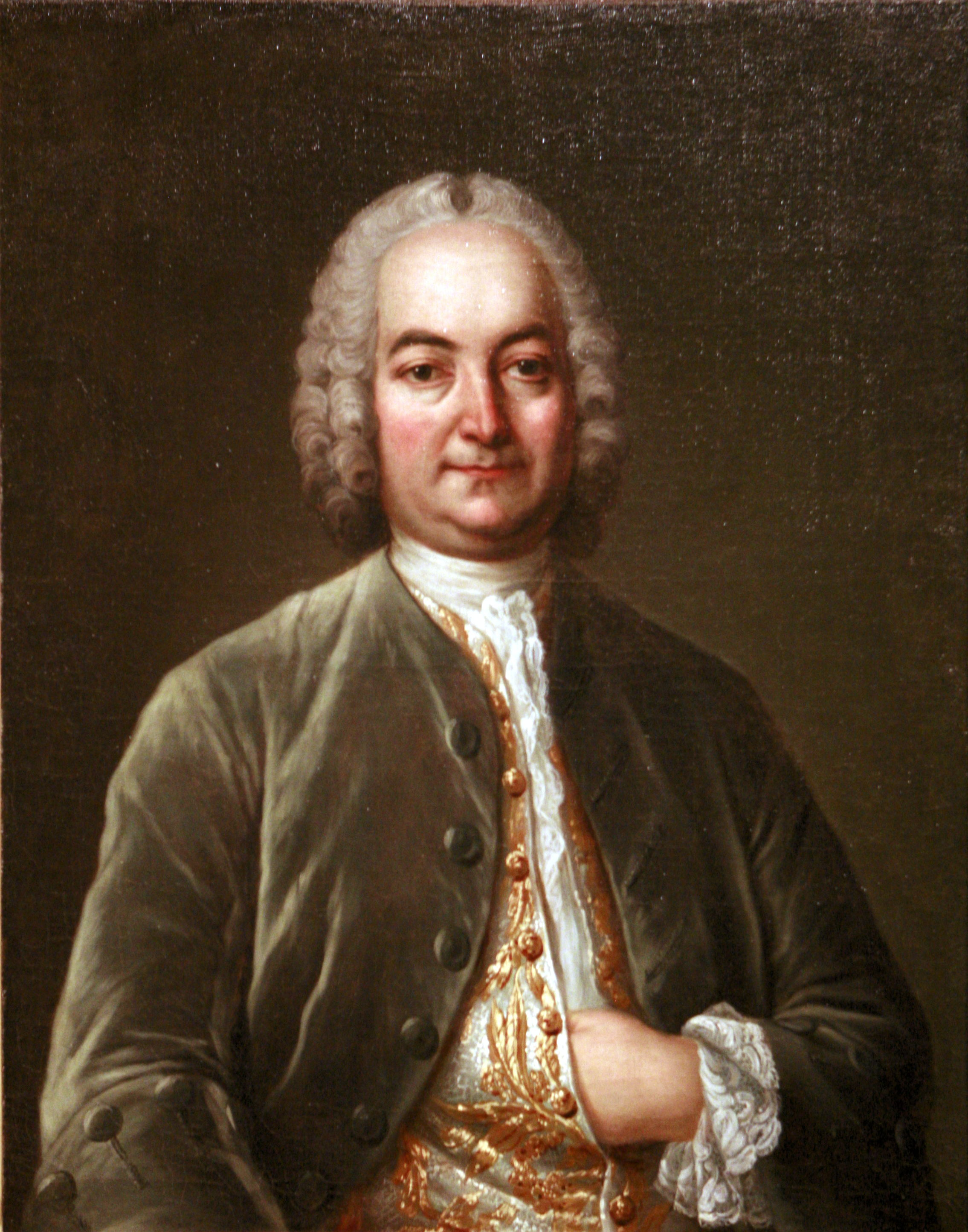
Jean-Jacques Bérard, administrateur.
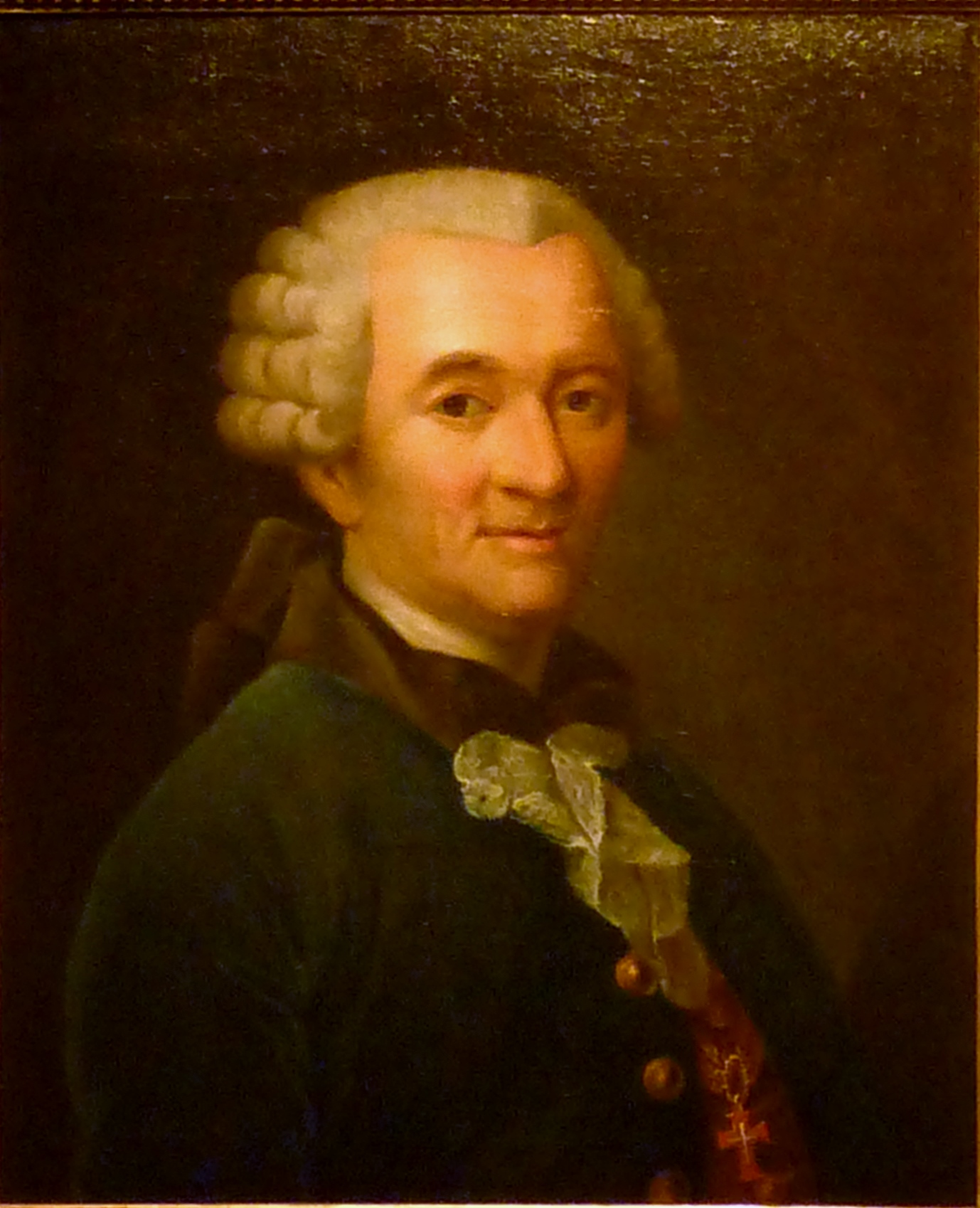
Joseph Develaër, comte de Lude, subrécargue de la Compagnie des Indes à Canton.